# Joyería

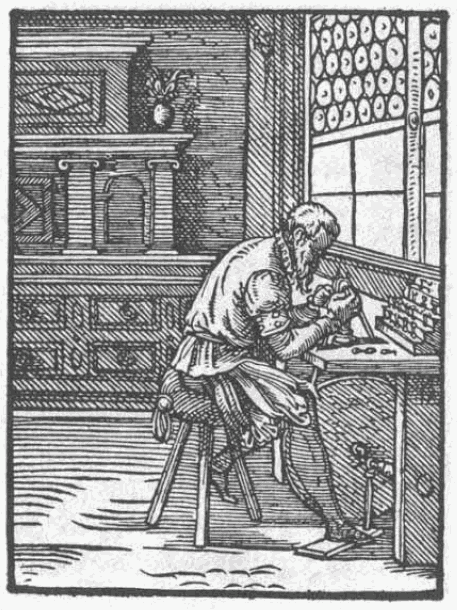
Imagen de un joyero en su taller.

El término joyería puede referirse al comercio de joyas, a su elaboración, al establecimiento donde se realizan esas actividades, sean tiendas o talleres, así como a las propias joyas.

## Joyas
Las joyas o alhajas bonitas consisten en artículos decorativos que se usan para adorno personal, como broches, anillos, collares, aretes, colgantes, pulseras y gemelos. Las joyas se pueden adherir al cuerpo o la ropa. Desde una perspectiva occidental, el término se restringe a los adornos duraderos, excluyendo las flores, por ejemplo. Durante muchos siglos, el metal como el oro, a menudo combinado con piedras preciosas, ha sido el material normal para la joyería, pero se pueden utilizar otros materiales como conchas y otros materiales vegetales.
La joyería es uno de los tipos más antiguos de artefacto arqueológico, con cuentas de 100.000 años de antigüedad hechas de conchas de Nassarius que se cree que son las joyas más antiguas que se conocen. Las formas básicas de joyería varían entre culturas, pero a menudo son extremadamente longevas; en las culturas europeas, las formas de joyería más comunes enumeradas anteriormente han persistido desde la antigüedad, mientras que otras formas, como los adornos para la nariz o el tobillo, importantes en otras culturas, son mucho menos comunes.
Las joyas pueden estar hechas de una amplia gama de materiales. Las piedras preciosas y materiales similares como el ámbar y el coral, los metales preciosos, las cuentas y las conchas se han utilizado ampliamente, y el esmalte a menudo ha sido importante. En la mayoría de las culturas, la joyería puede entenderse como un símbolo de estatus, por sus propiedades materiales, sus patrones o por símbolos significativos. Se han hecho joyas para adornar casi todas las partes del cuerpo, desde horquillas hasta anillos en los dedos del pie e incluso joyas genitales. En la cultura europea moderna, la cantidad que usan los hombres adultos es relativamente baja en comparación con otras culturas y otros períodos de la cultura europea.

## Forma y función
Los seres humanos han utilizado las joyas por varias razones diferentes:
- funcional, generalmente para arreglar la ropa o el cabello en su lugar
- como marcador de estatus social y estatus personal, como con un anillo de bodas
- como significante de alguna forma de afiliación, ya sea étnica, religiosa o social
- para proporcionar protección talismánica (en forma de amuletos)[3]
- como una exhibición artística
- como portador o símbolo de significado personal, como el amor, el duelo, un hito personal o incluso la suerte
- superstición[4]
- Expresión artística
- Moda

La mayoría de las culturas en algún momento han tenido la práctica de mantener almacenadas grandes cantidades de riqueza en forma de joyas. Numerosas culturas almacenan dotes de boda en forma de joyas o hacen joyas como un medio para almacenar o exhibir monedas. Alternativamente, las joyas han sido utilizadas como moneda o bien comercial; un ejemplo es el uso de cuentas esclavas.
Muchos artículos de joyería, como broches y hebillas y pulseras, se originaron como artículos puramente funcionales, pero evolucionaron hacia artículos decorativos a medida que disminuyeron sus requisitos funcionales.
Las joyas pueden simbolizar la pertenencia a un grupo (como en el caso del crucifijo cristiano o la estrella de David judía ) o el estatus (como en el caso de las cadenas de cargos o la práctica occidental de que las personas casadas usen anillos de boda).
El uso de amuletos y medallas devocionales para brindar protección o alejar el mal es común en algunas culturas. Estos pueden tomar la forma de símbolos (como el ankh), piedras, plantas, animales, partes del cuerpo (como el jamsa) o glifos (como las versiones estilizadas del verso del trono en el arte islámico).

## Materiales y métodos

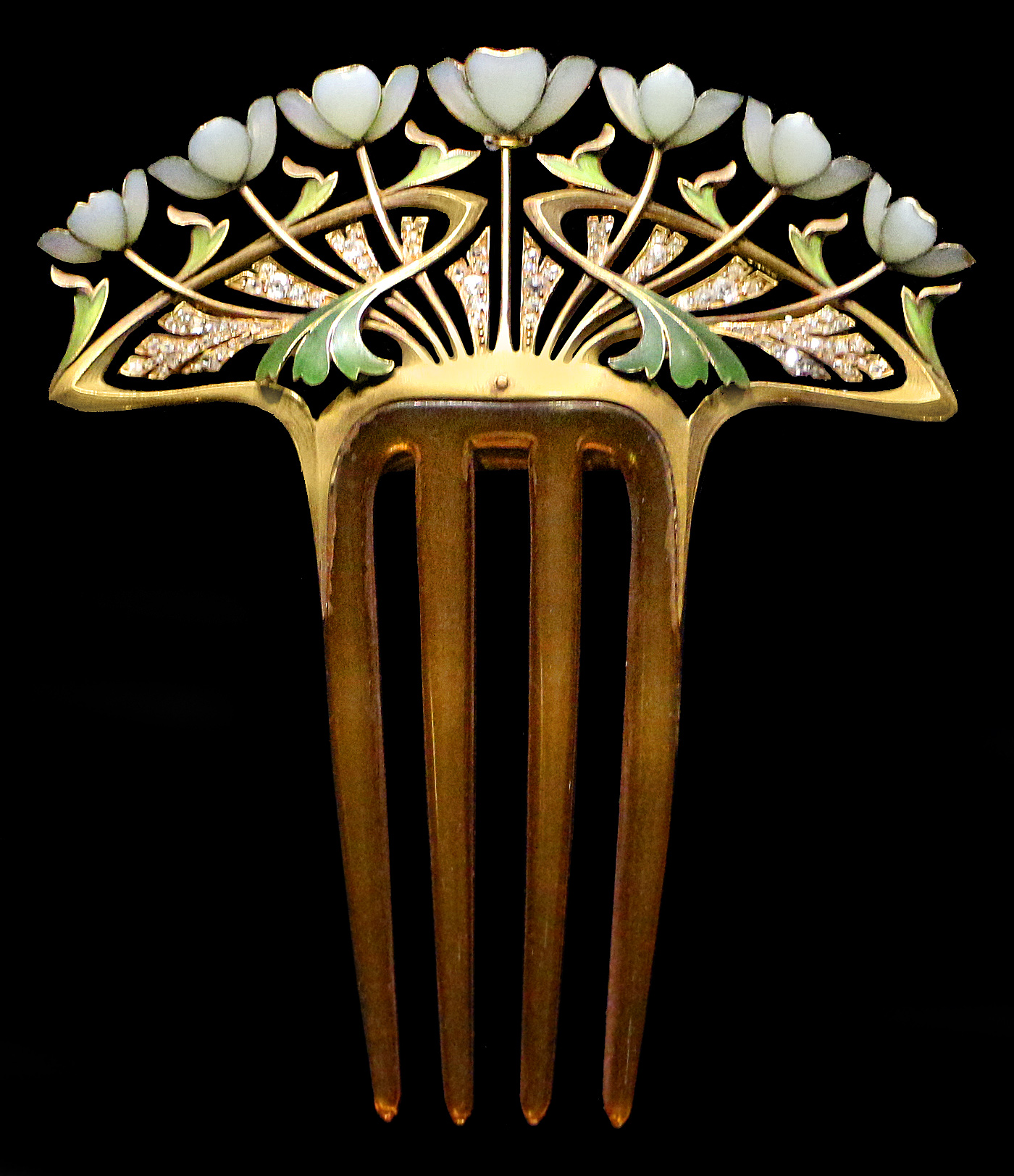
Adorno para el cabello, una obra maestra del Art Nouveau; de René Lalique; circa 1902; oro, esmeraldas y diamantes; Musée d'Orsay (París).

Al crear joyas, a menudo se utilizan piedras preciosas, monedas u otros artículos preciosos, y generalmente se engastan en metales preciosos. Las aleaciones de platino van desde 900 (90% puro) hasta 950 (95,0% puro). La plata utilizada en joyería suele ser plata esterlina o plata fina al 92,5%. En bisutería, a veces se utilizan fornituras de acero inoxidable.
Otros materiales comúnmente utilizados incluyen vidrio, como vidrio fundido o esmalte; madera, a menudo tallada o torneada; conchas y otras sustancias animales naturales como huesos y marfil; arcilla natural; arcilla polimérica; el cáñamo y otros cordeles también se han utilizado para crear joyas que tienen una sensación más natural. 
Las cuentas se utilizan con frecuencia en joyería. Estos pueden estar hechos de vidrio, piedras preciosas, metal, madera, conchas, arcilla y arcilla polimérica. Las joyas de abalorios suelen incluir collares, pulseras, pendientes, cinturones y anillos. Las cuentas pueden ser grandes o pequeñas; el tipo de abalorio más pequeño se utiliza para el estilo "tejido" de la joyería con abalorios. Las cuentas de semillas también se utilizan en una técnica de bordado en la que se cosen sobre los forros de tela para crear piezas de cuello anchas y pulseras de cuentas. El bordado de abalorios, un tipo de trabajo manual popular durante la época victoriana, está disfrutando de un renacimiento en la fabricación de joyas modernas. Los abalorios también son muy populares en muchas culturas africanas e indígenas de América del Norte.
Los plateros, orfebres y lapidarios utilizan métodos que incluyen forja, fundición, soldadura, corte, tallado y "unión en frío" (utilizando adhesivos, grapas y remaches para ensamblar piezas).

### Diamantes

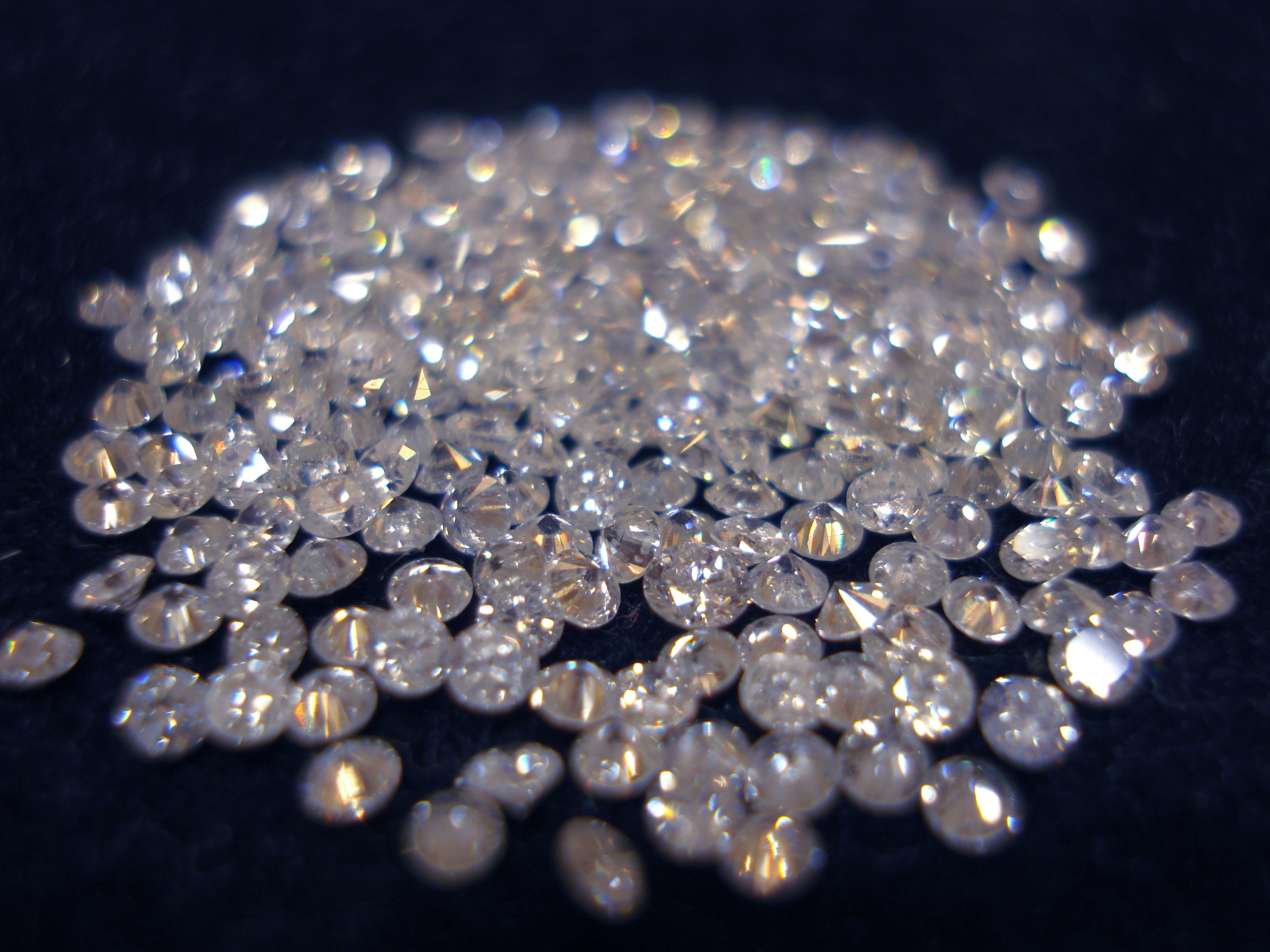
Diamantes.

Los diamantes se extrajeron por primera vez en la India. Plinio el viejo puede haberlos mencionado, aunque existe cierto debate sobre la naturaleza exacta de la piedra a la que se refirió como Adamas. En 2005, Australia, Botsuana, Rusia y Canadá figuraron entre las principales fuentes de producción de diamantes de gemas. Hay consecuencias negativas del comercio de diamantes en determinadas áreas. Los diamantes extraídos durante las recientes guerras civiles en Angola, Costa de Marfil, Sierra Leona y otras naciones han sido etiquetados como diamantes de sangre cuando se extraen en una zona de guerra y se venden para financiar una insurgencia. 
Las joyas de la Corona británica contienen el diamante Cullinan, parte del diamante en bruto con calidad de gema más grande jamás encontrado (1905), con 3106,75 quilates (621,35 g).

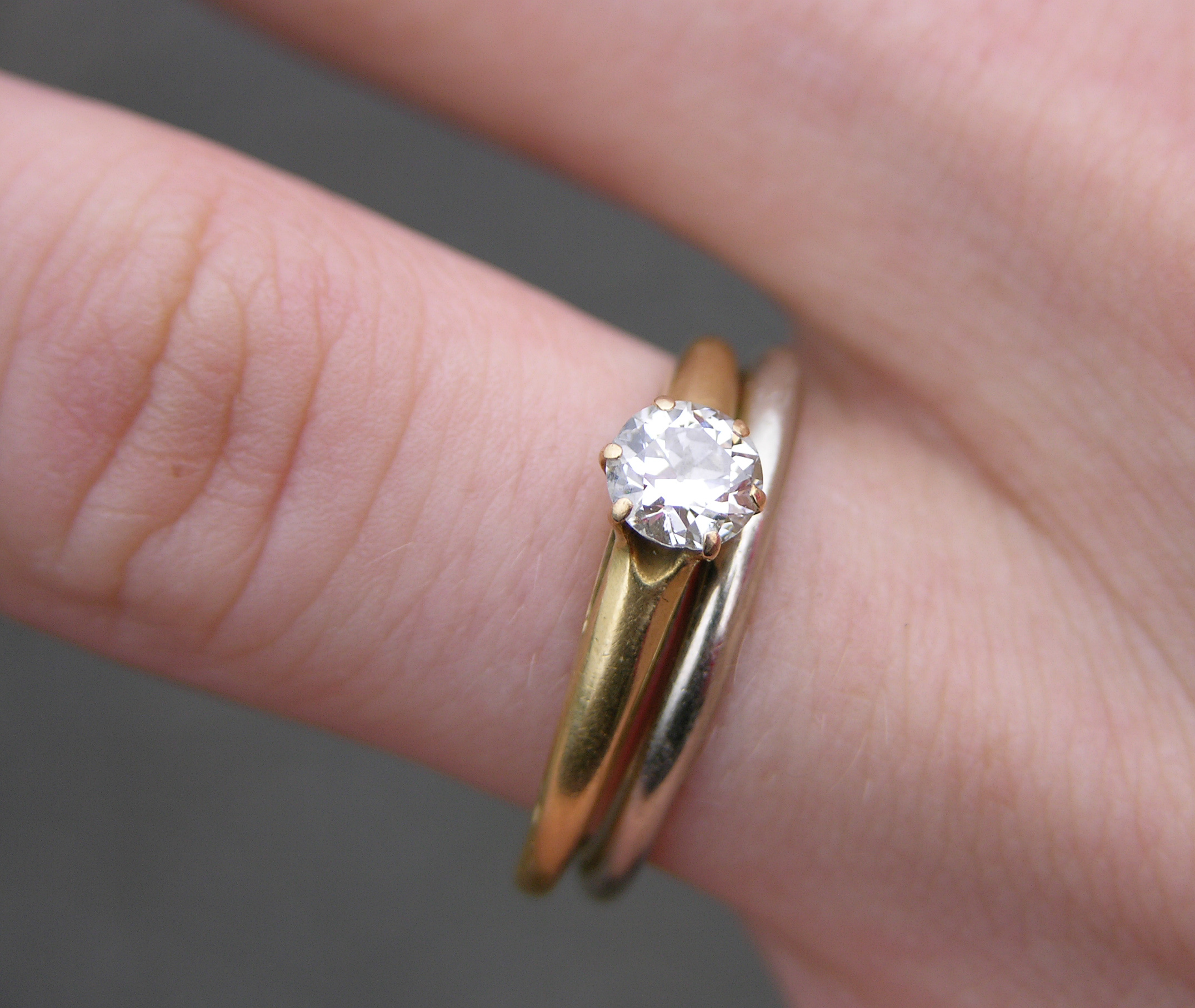
Un anillo de compromiso con solitario de diamantes.

En el siglo XX y siglo XXI es popular que los anillos de compromiso tengan diamantes, este uso se remonta al matrimonio de Maximiliano I con María de Borgoña en 1477.
Un estilo popular es el solitario de diamantes, que presenta un solo diamante grande montado de manera prominente. Dentro del solitario, hay tres categorías en las que un anillo se puede clasificar en: púas, bisel y ajuste de tensión.

### Otras piedras preciosas
Muchas piedras preciosas y semipreciosas se utilizan para joyería. Entre ellas se cuentan:
Ámbar

El ámbar, una piedra preciosa orgánica antigua, está compuesta de resina de árbol que se ha endurecido con el tiempo. La piedra debe tener al menos un millón de años para ser clasificada como ámbar, y algo de ámbar puede tener hasta 120 millones de años.
Amatista

La amatista ha sido históricamente la piedra preciosa más preciada de la familia del cuarzo. Es apreciado por su tono púrpura, que puede variar en tono de claro a oscuro.
Esmeralda

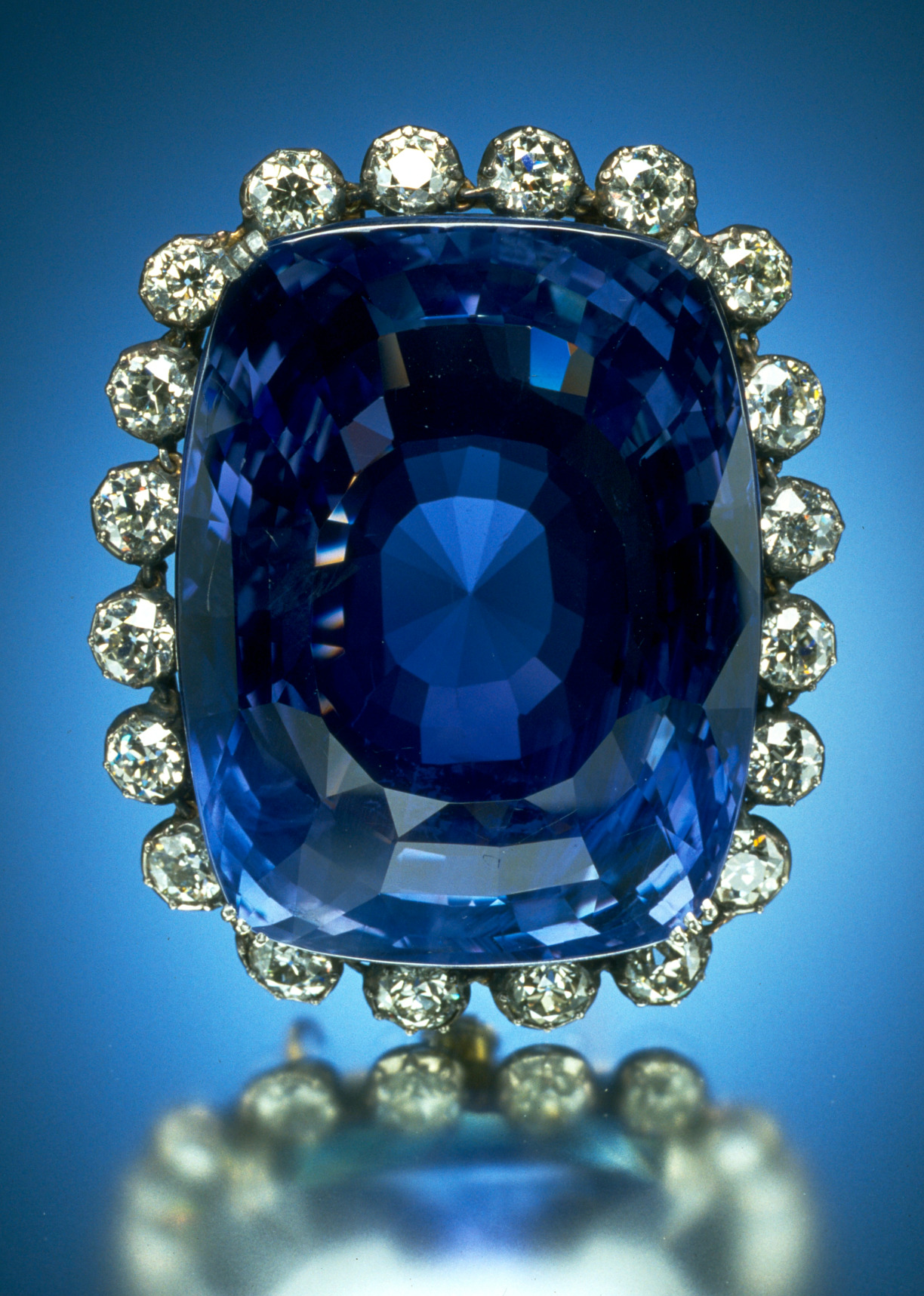
Zafiro

Las esmeraldas son una de las tres principales piedras preciosas (junto con los rubíes y los zafiros) y son conocidas por su fino color verde a verde azulado. Han sido atesorados a lo largo de la historia, y algunos historiadores informan que los egipcios extraían esmeraldas ya en el 3500 a. C.

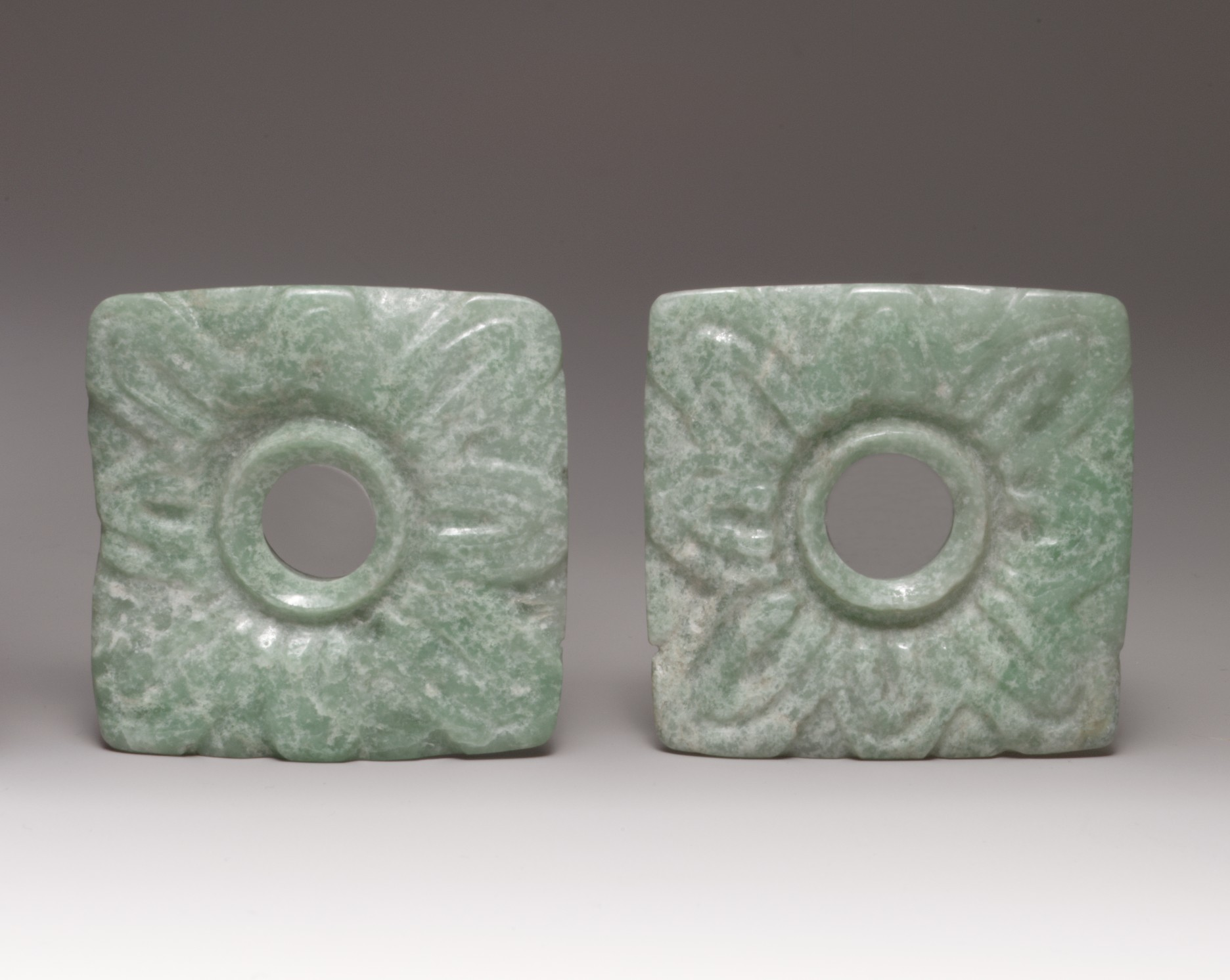
Jade

El jade se asocia más comúnmente con el color verde, pero también puede venir en varios otros colores. El jade está estrechamente relacionado con la cultura, la historia y la tradición asiáticas, y a veces se lo conoce como la piedra del cielo.

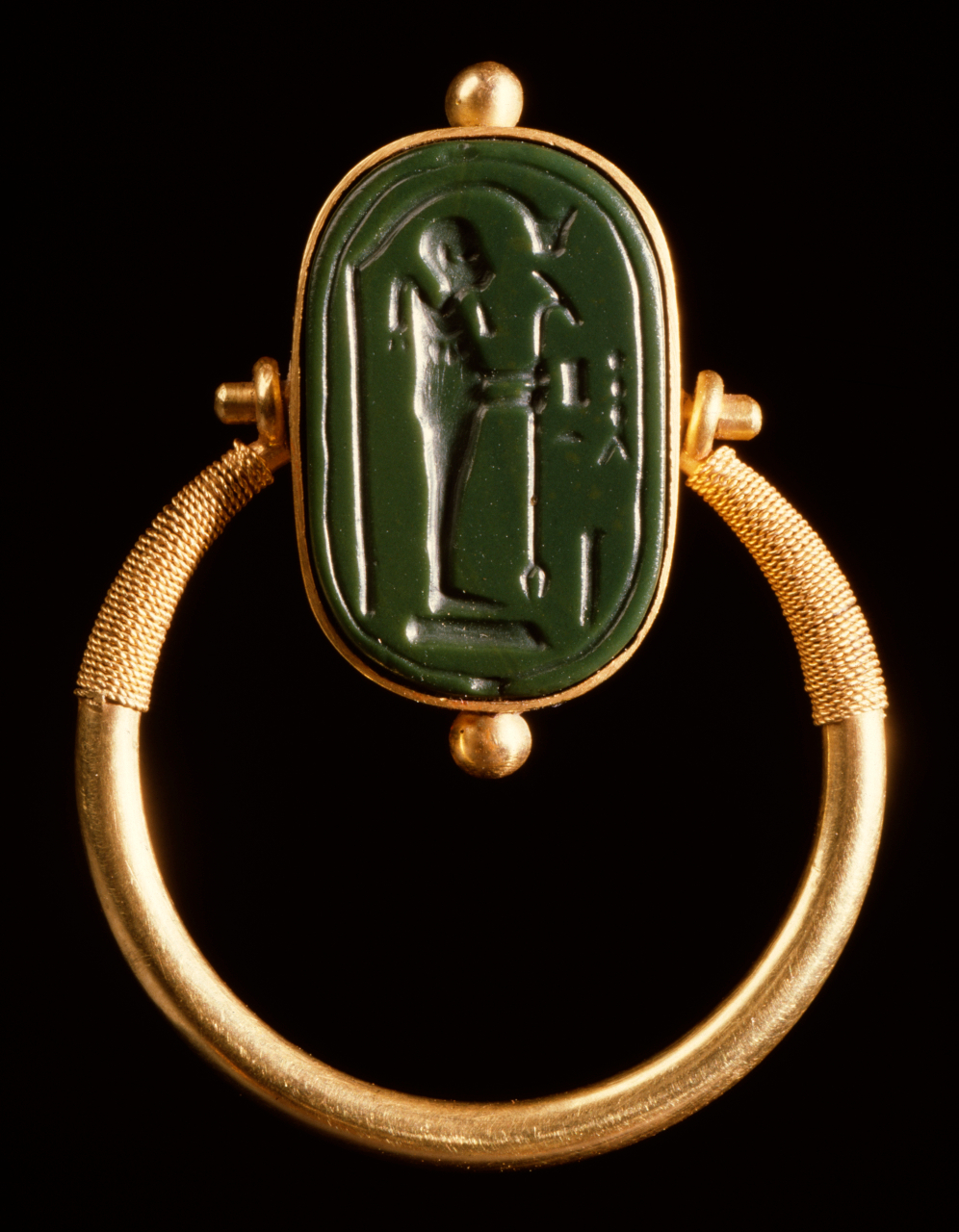
Jaspe

El jaspe es una piedra preciosa de la familia de la calcedonia que viene en una variedad de colores. A menudo, el jaspe presenta patrones únicos e interesantes dentro de la piedra coloreada. El jaspe de imagen es un tipo de jaspe conocido por los colores (a menudo beiges y marrones) y remolinos en el patrón de la piedra.
Cuarzo

El cuarzo se refiere a una familia de piedras preciosas cristalinas de varios colores y tamaños. Entre los tipos más conocidos de cuarzo se encuentran el cuarzo rosa (que tiene un delicado color rosa) y el cuarzo ahumado (que viene en una variedad de tonos de marrón translúcido). Varias otras piedras preciosas, como la amatista y el citrino también forman parte de la familia del cuarzo. El cuarzo rutilado es un tipo popular de cuarzo que contiene inclusiones en forma de aguja.
Rubí

Los rubíes son conocidos por su color rojo intenso y se encuentran entre las piedras preciosas más valoradas. Los rubíes han sido atesorados durante milenios. En sánscrito, la palabra rubí es ratnaraj, que significa rey de piedras preciosas.
Zafiro

La forma más popular de zafiro es el zafiro azul, conocido por su color azul medio a profundo y su fuerte saturación. También están disponibles elegantes zafiros de varios colores. En los Estados Unidos, el zafiro azul tiende a ser la más popular y asequible de las tres principales piedras preciosas (esmeralda, rubí y zafiro).

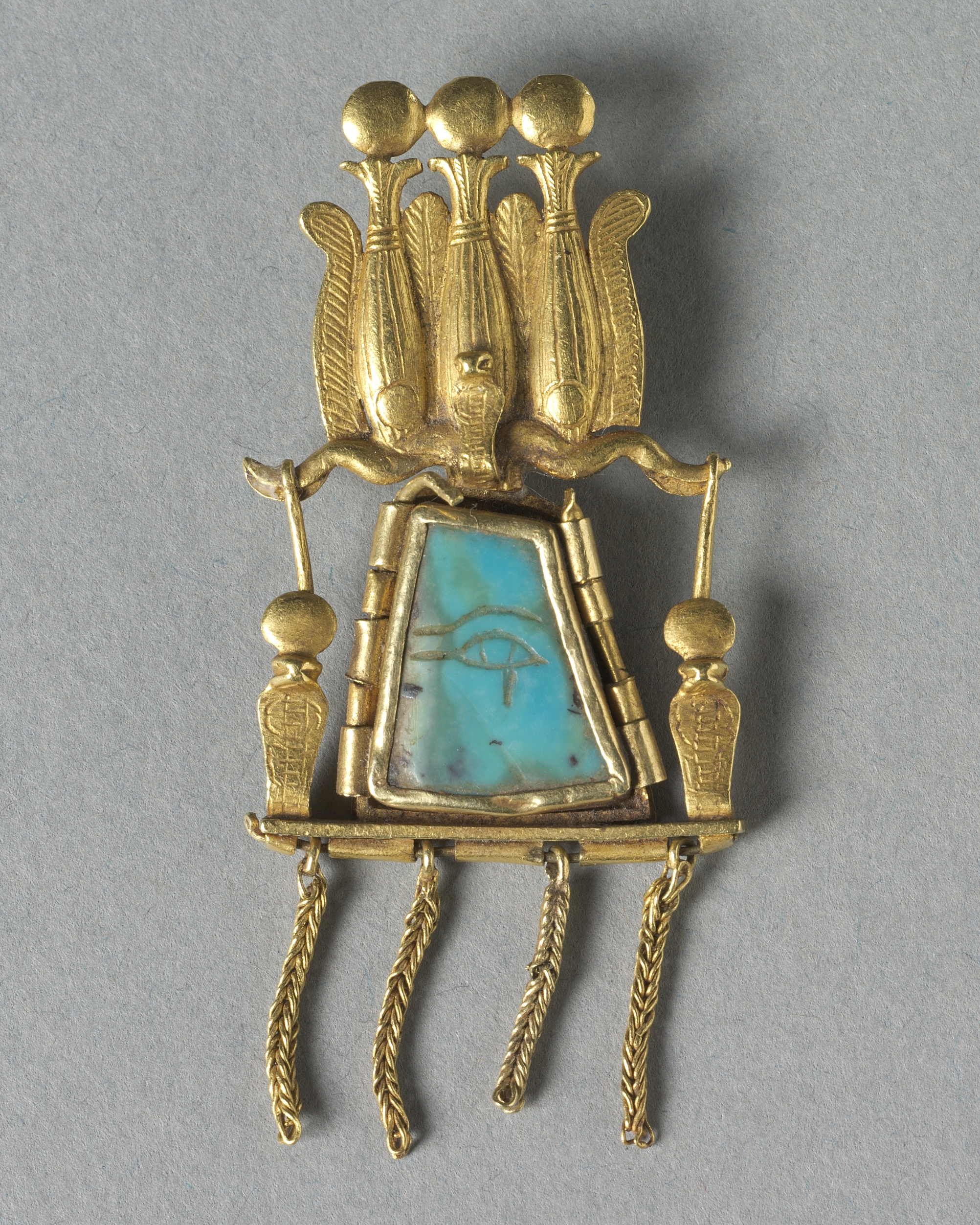
Turquesa

La turquesa se encuentra solo en unos pocos lugares de la tierra, y la región productora de turquesas más grande del mundo es el suroeste de los Estados Unidos. La turquesa es apreciada por su atractivo color, la mayoría de las veces un azul medio intenso o un azul verdoso, y su herencia antigua. La turquesa se utiliza en una gran variedad de estilos de joyería. Quizás esté más estrechamente asociado con la joyería del suroeste y de los nativos americanos, pero también se usa en muchos estilos elegantes y modernos. Algunas turquesas contienen una matriz de marcas de color marrón oscuro, lo que proporciona un contraste interesante con el color azul brillante de la piedra preciosa.
Algunas piedras preciosas (como perlas, coral y ámbar) se clasifican como orgánicas, lo que significa que son producidas por organismos vivos. Otros son inorgánicos, lo que significa que generalmente están compuestos y se derivan de minerales.

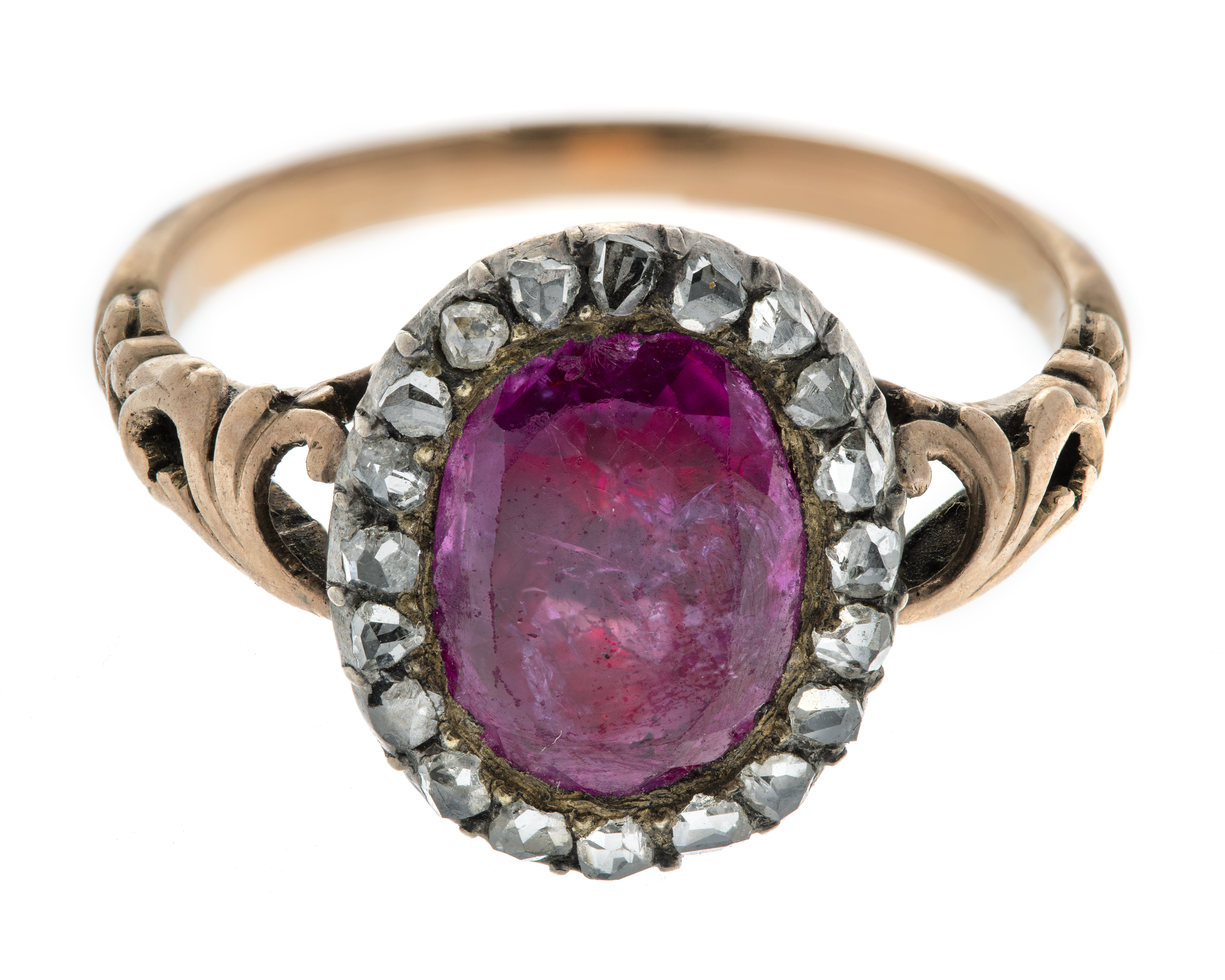
Rubí

Algunas gemas, por ejemplo, la amatista, se han vuelto menos valoradas a medida que progresan los métodos para extraerlas e importarlas. Algunas gemas artificiales pueden servir en lugar de gemas naturales, como la circonita cúbica, que se puede usar en lugar del diamante.

## Impacto en la sociedad
Las joyas se han utilizado para indicar el estado. En la antigua Roma, solo ciertos rangos podían usar anillos; más tarde, las leyes suntuarias dictaron quién podía usar qué tipo de joyería. Esto también se basó en el rango de los ciudadanos de esa época.
Los dictados culturales también han jugado un papel importante. Por ejemplo, el uso de aretes por parte de los hombres occidentales se consideraba afeminado en el siglo XIX y principios del XX. Más recientemente, la exhibición de joyas corporales, como piercings, se ha convertido en una marca de aceptación o se ha visto como una insignia de valentía dentro de algunos grupos, pero es completamente rechazada en otros. Asimismo, la cultura hip hop ha popularizado el término argot bling-bling, que se refiere a la exhibición ostentosa de joyas por parte de hombres o mujeres.
Por el contrario, la industria de la joyería a principios del siglo XX lanzó una campaña para popularizar los anillos de boda para hombres, que se popularizó, así como los anillos de compromiso para hombres, que no lo hicieron, llegando a crear una historia falsa y afirmar que la práctica tenía raíces medievales. A mediados de la década de 1940, el 85% de las bodas en los Estados Unidos presentaban una ceremonia de doble anillo, frente al 15% en la década de 1920.
Algunas religiones tienen reglas o tradiciones específicas en torno a las joyas (o incluso las prohíben) y muchas religiones tienen edictos contra la exhibición excesiva. El Islam, por ejemplo, considera que el uso de oro por parte de los hombres es Haram.  La mayor parte de la joyería islámica estaba en forma de dotes nupciales, y tradicionalmente no se transmitía de generación en generación; en cambio, a la muerte de una mujer se vendía en el zoco y se reciclaba o vendía a los transeúntes. Las joyas islámicas anteriores al siglo XIX son, por tanto, extremadamente raras.
Algunas denominaciones cristianas prohíben el uso de joyas tanto por hombres como por mujeres, incluidas las iglesias amish-menonitas y de santidad. El Nuevo Testamento de la Biblia da mandatos contra el uso de oro, en los escritos de los apóstoles Pablo y Pedro, y Apocalipsis describe a "la gran ramera", o sistema religioso falso, como "adornado con oro y piedras preciosas y perlas , con una copa de oro en la mano ". (Apocalipsis 17: 4)

## Historia
La historia de la joyería es larga y se remonta a muchos años, con muchos usos diferentes entre diferentes culturas. Ha perdurado durante miles de años y ha proporcionado varias ideas sobre cómo funcionaban las culturas antiguas.

### Prehistoria
Las primeras joyas conocidas en realidad no fueron creadas por humanos (Homo sapiens) sino por neandertales que vivían en Europa. Específicamente, se han encontrado cuentas perforadas hechas de pequeñas conchas marinas que datan de hace 115.000 años en la Cueva de los Aviones, una cueva a lo largo de la costa sureste de España. Más tarde, en Kenia, en Enkapune Ya Muto, las cuentas hechas con cáscaras de huevos de avestruz perforadas datan de hace más de 40.000 años. En Rusia, una pulsera de piedra y un anillo de mármol se atribuyen a una edad similar.
Más tarde, los primeros humanos modernos europeos tenían collares y brazaletes toscos de hueso, dientes, bayas y piedras colgados de trozos de cuerda o tendones de animales, o trozos de hueso tallado que se usaban para sujetar la ropa. En algunos casos, las joyas tenían piezas de concha o nácar. Un colgante grabado decorado (el colgante Star Carr) que data de alrededor del 11.000 a. C, y se cree que es el arte mesolítico más antiguo de Gran Bretaña, fue encontrado en el sitio de Star Carr en North Yorkshire en 2015. En el sur de Rusia, pulseras talladas hecho de colmillo de mamut se han encontrado. La Venus de Hohle Fels presenta una perforación en la parte superior, lo que muestra que fue diseñada para usarse como colgante.
Hace unos siete mil años, se vio el primer signo de joyería de cobre. En octubre de 2012, el Museo de Historia Antigua de la Baja Austria reveló que habían encontrado una tumba de una trabajadora de joyería, lo que obligó a los arqueólogos a echar una nueva mirada a los roles de género prehistóricos después de que pareciera ser la de una trabajadora de metales finos, una profesión que antes se pensaba que la desempeñaban exclusivamente hombres.

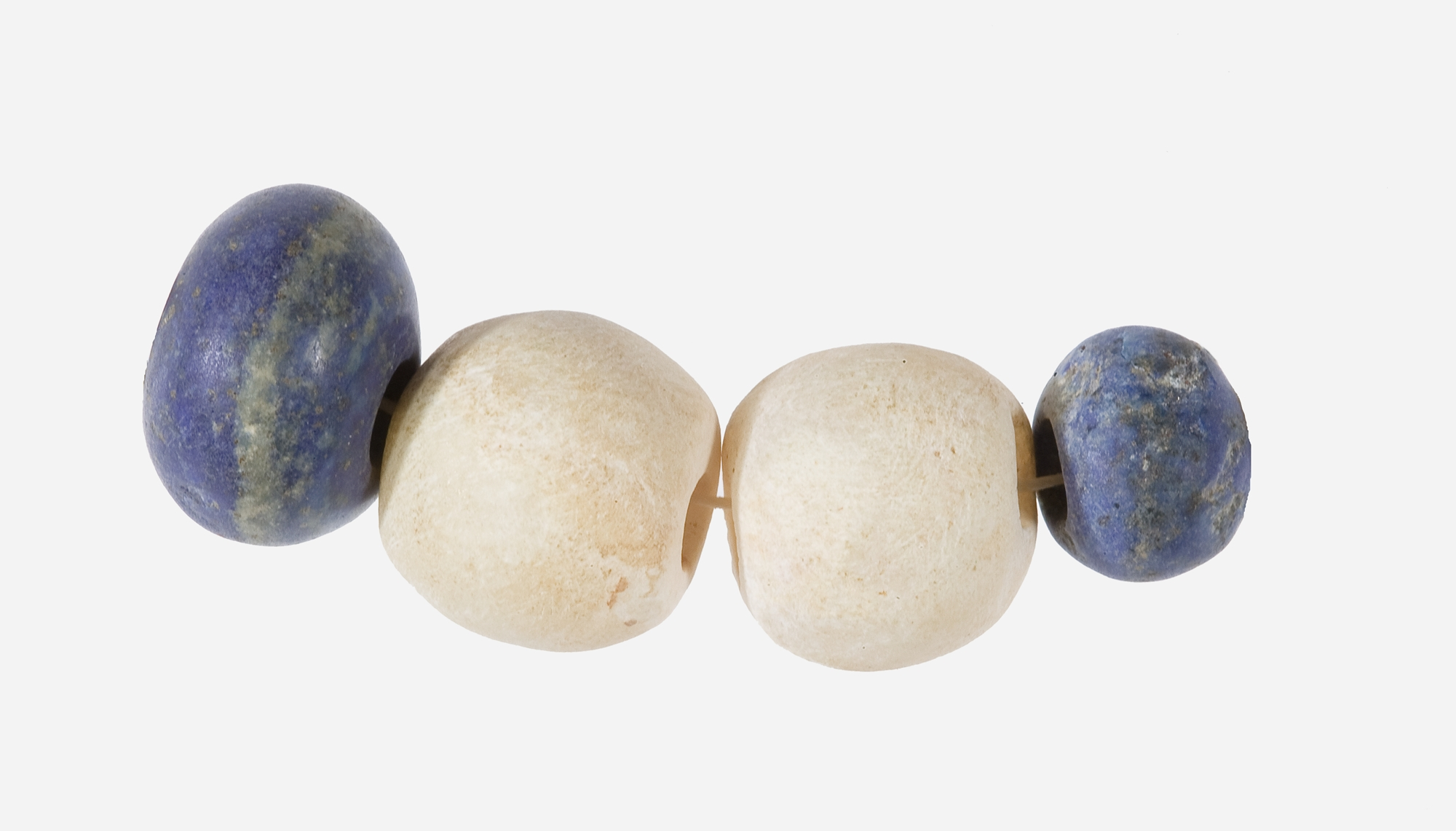
Sarta de cuentas; 3650-3100 AC; lapis lazuli (las cuentas azules) y travertino (las cuentas blancas) ( alabastro egipcio); largo: 4.5 cm; de la cultura Naqada II o Naqada III; Metropolitan Museum of Art (Nueva York)
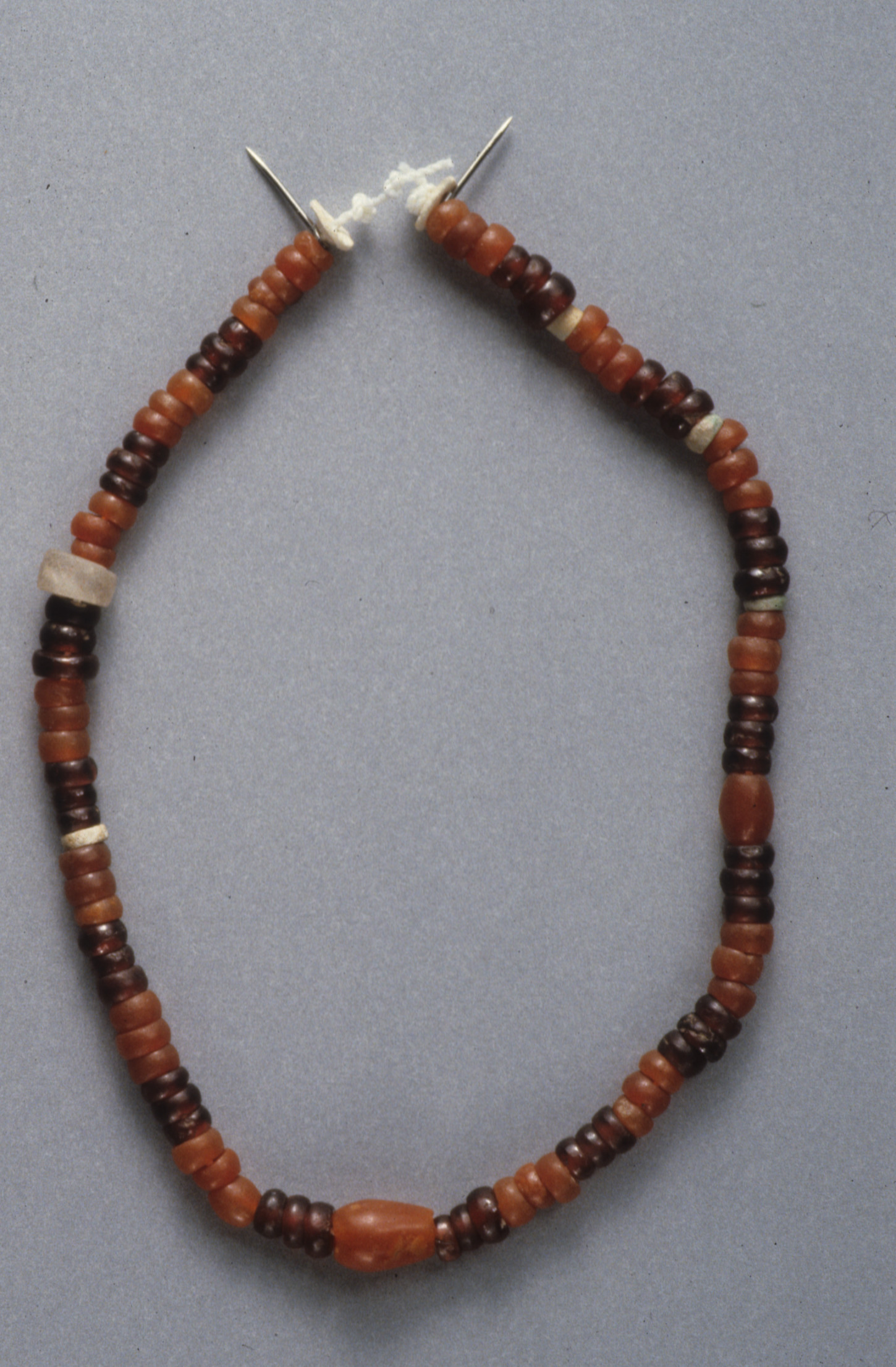
Sarta de cuentas; 3300-3100 AC; cornalina, granate, cuarzo y esteatita vidriada; largo: 20.5 cm; cultura Naqada III Metropolitan Museum of Art
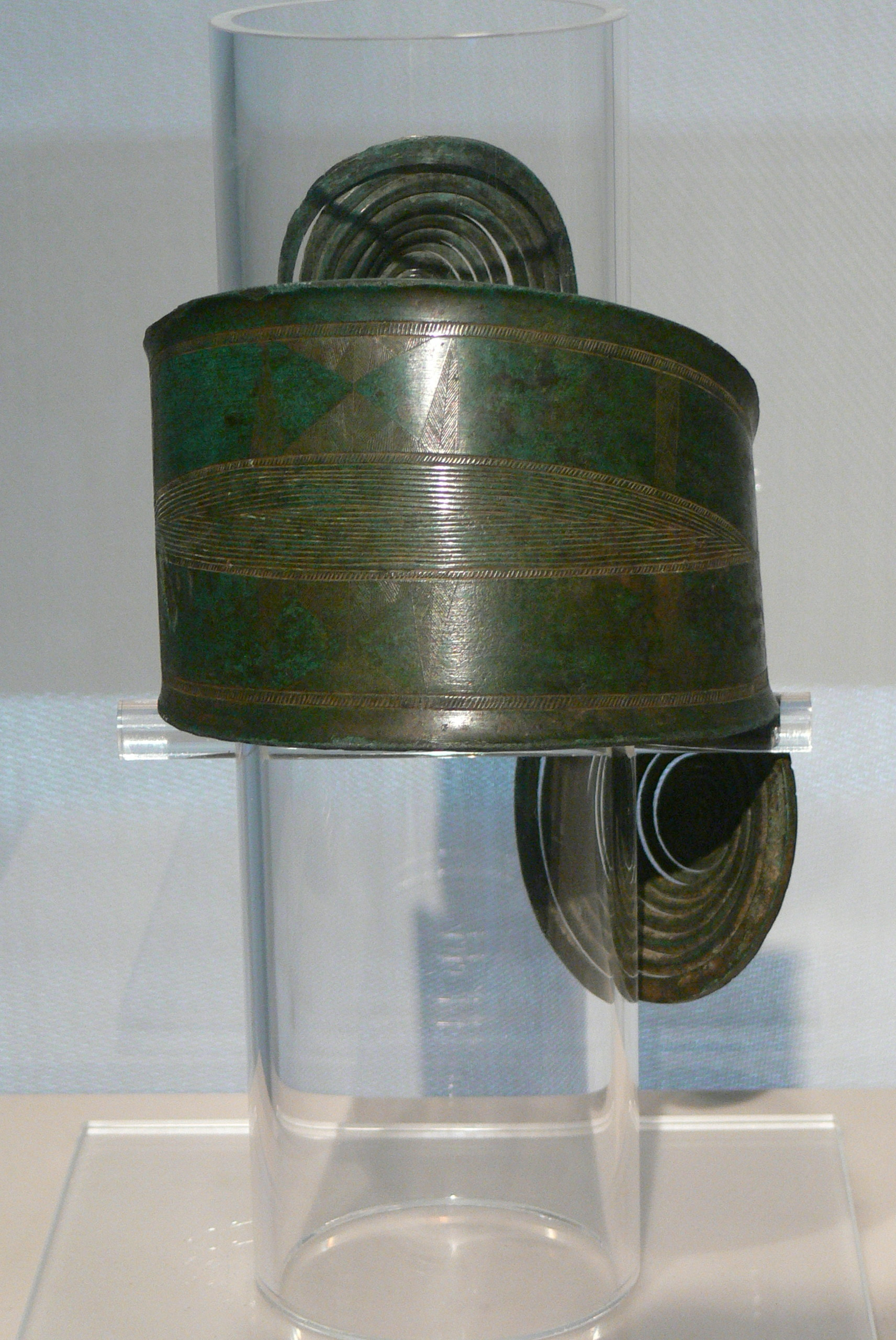
Brazalete con el símbolo del sol; siglos 16 a 13 AC (fines de la Edad de Bronce); bronce; Museo Nacional de Alemania (Nürnberg)
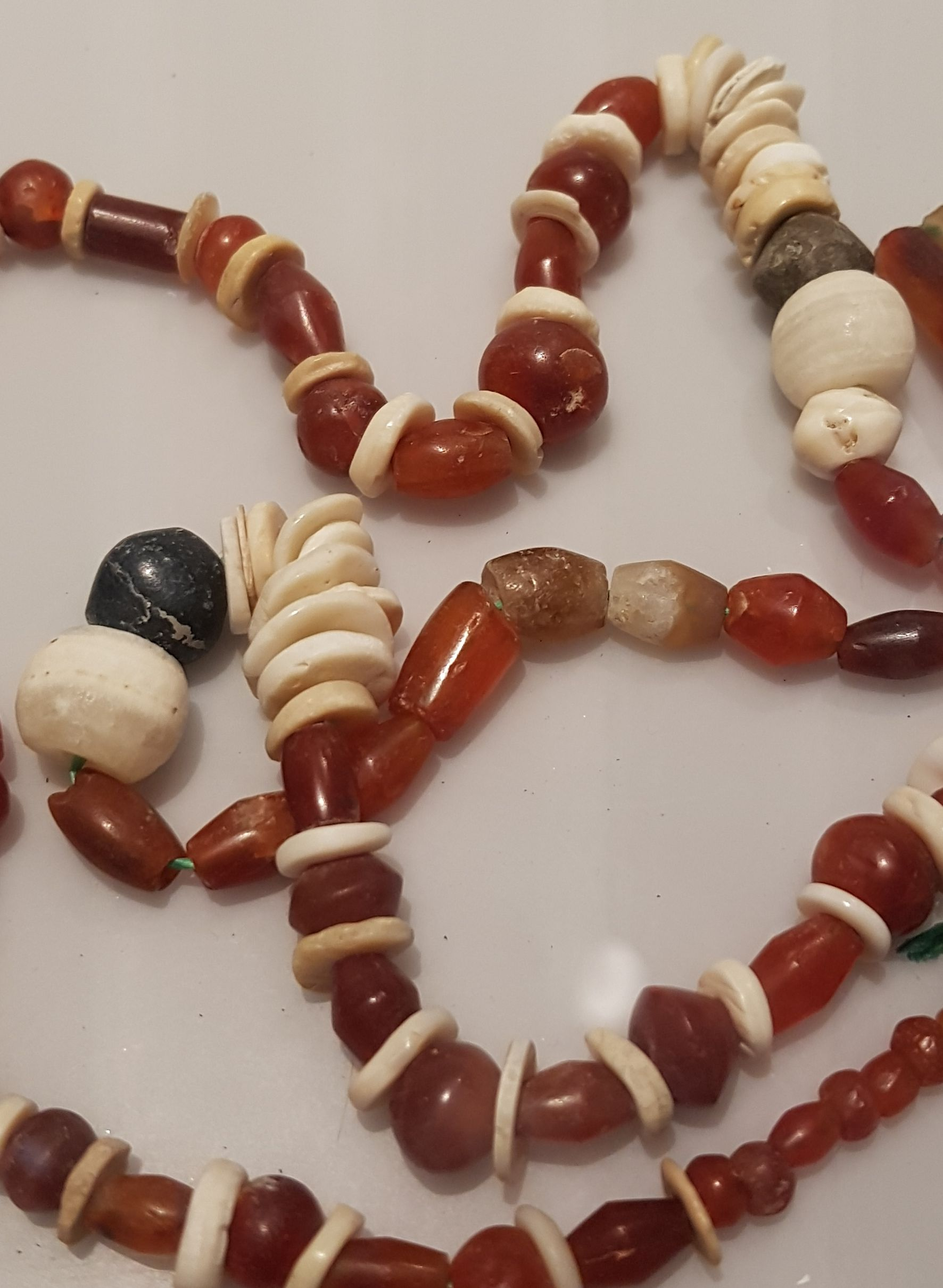
Collar; probablemente 2600-1300 AC; cornalina, hueso y roca; de Saruq Al Hadid (Emiratos Árabes Unidos)

### Egipto
Los primeros signos de la fabricación de joyas establecida en el Antiguo Egipto se dieron hace alrededor de 3.000 a 5.000 años. Los egipcios preferían el lujo, la rareza y la viabilidad del oro sobre otros metales. En el Egipto predinástico, las joyas pronto comenzaron a simbolizar el poder político y religioso en la comunidad. Aunque fue usado por egipcios adinerados en vida, también fue usado por ellos en la muerte, con joyas comúnmente colocadas entre los ajuares funerarios.
Junto con las joyas de oro, los egipcios usaban vidrio de colores, junto con gemas semipreciosas. El color de las joyas tenía un significado. El verde, por ejemplo, simboliza la fertilidad. El lapislázuli y la plata tuvieron que importarse desde más allá de las fronteras del país.
Los diseños egipcios eran los más comunes en la joyería fenicia. Además, los antiguos diseños turcos encontrados en la joyería persa sugieren que el comercio entre Oriente Medio y Europa no era infrecuente. Las mujeres llevaban elaboradas piezas de oro y plata que se usaban en ceremonias. 

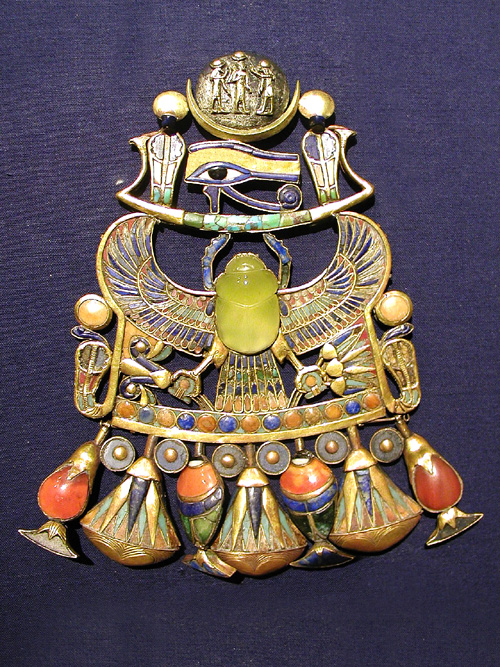
Pectoral (joya del pecho) de Tutankamón; 1336–1327 AC (Reino de Tutankamón); oro, plata y vidrio de meteoro; alto: 14.9 cm; Museo Egipcio (Cairo)
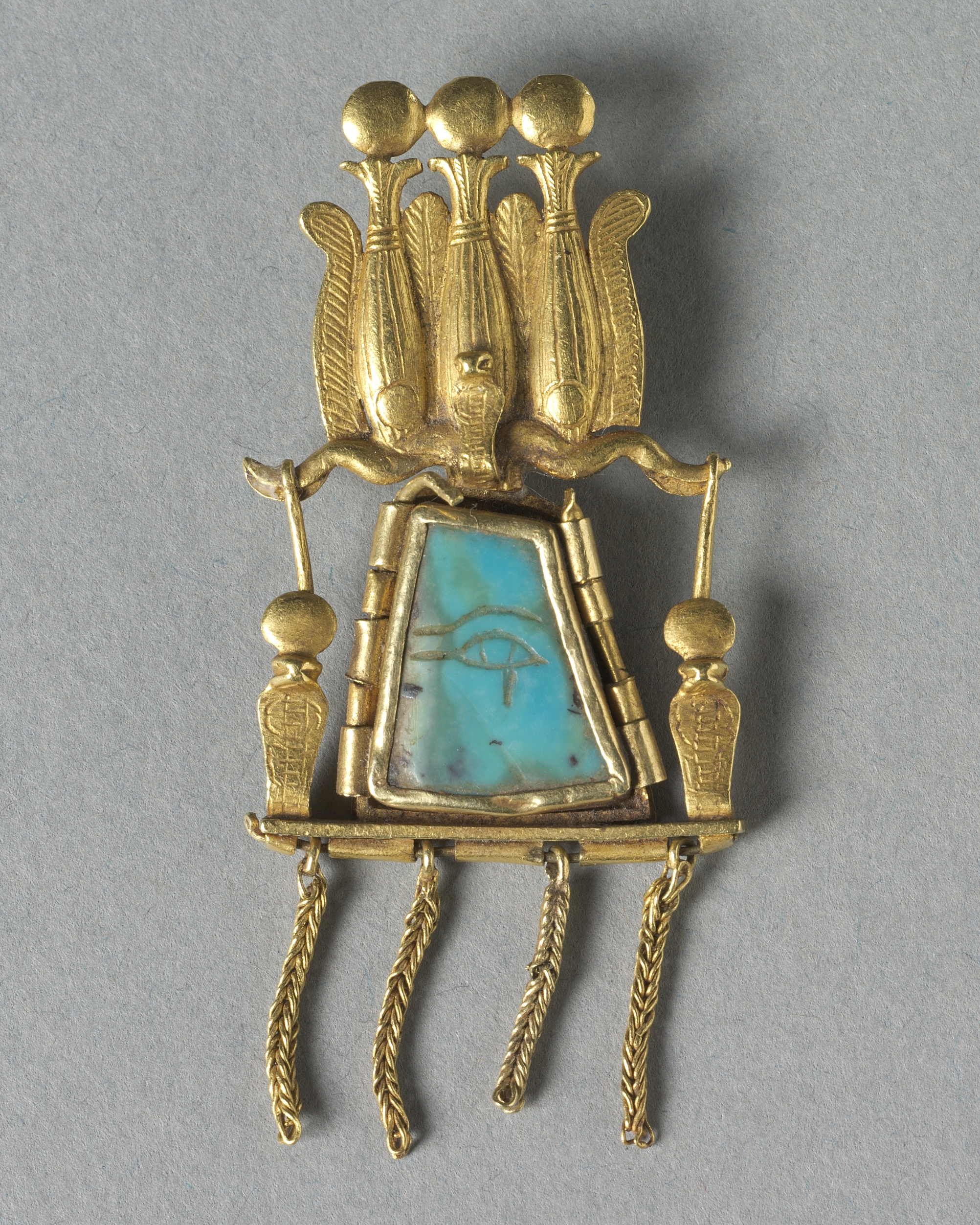
Pendiente; circa 1069 AC; oro y turquesa; medidas: 5.1 x 2.3 cm; Cleveland Museum of Art (Cleveland, Estados Unidos)
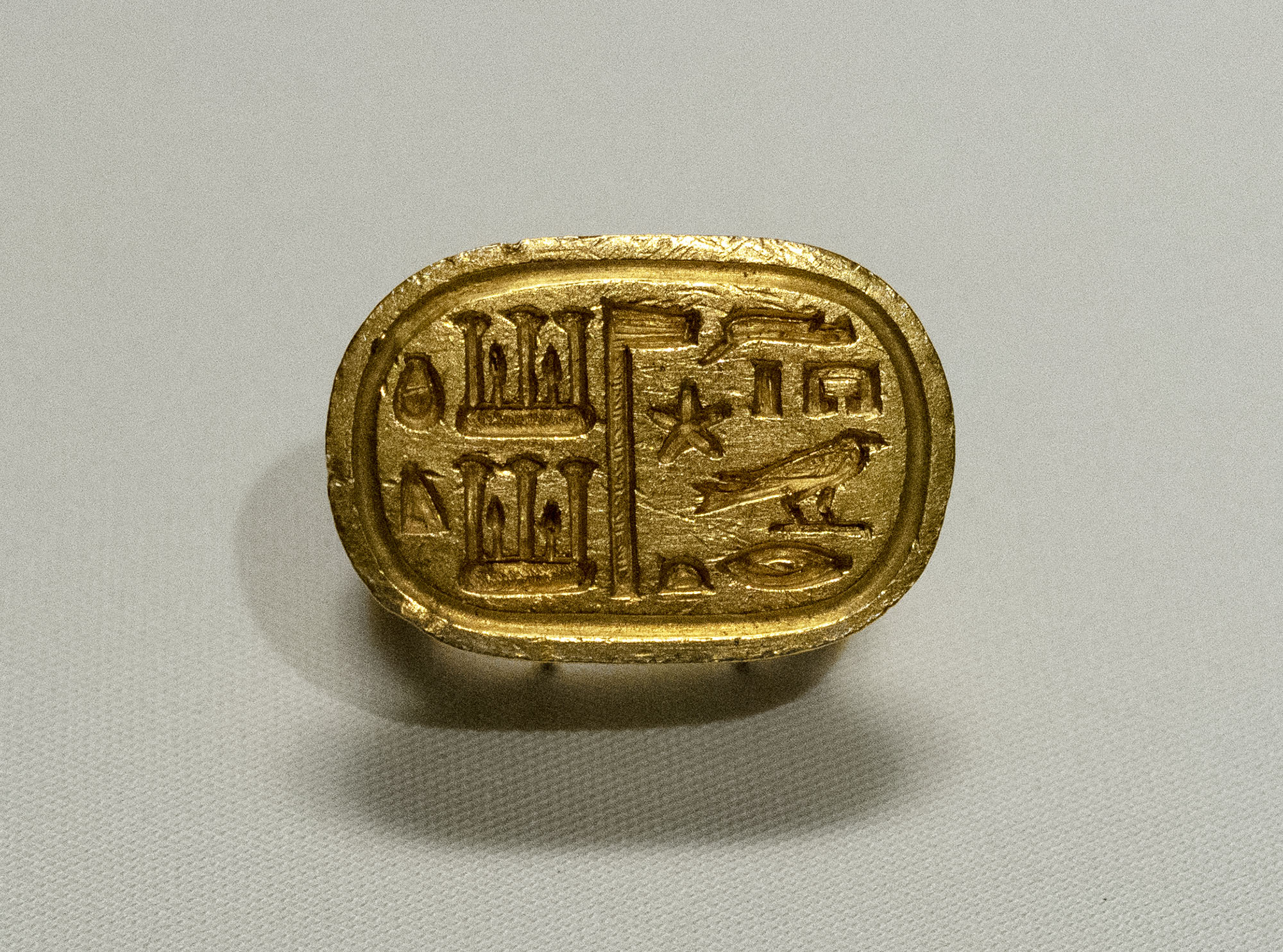
Anillo de sello; 664–525 AC; oro; diámetro: 3 × 3.4 cm; British Museum (Londres)
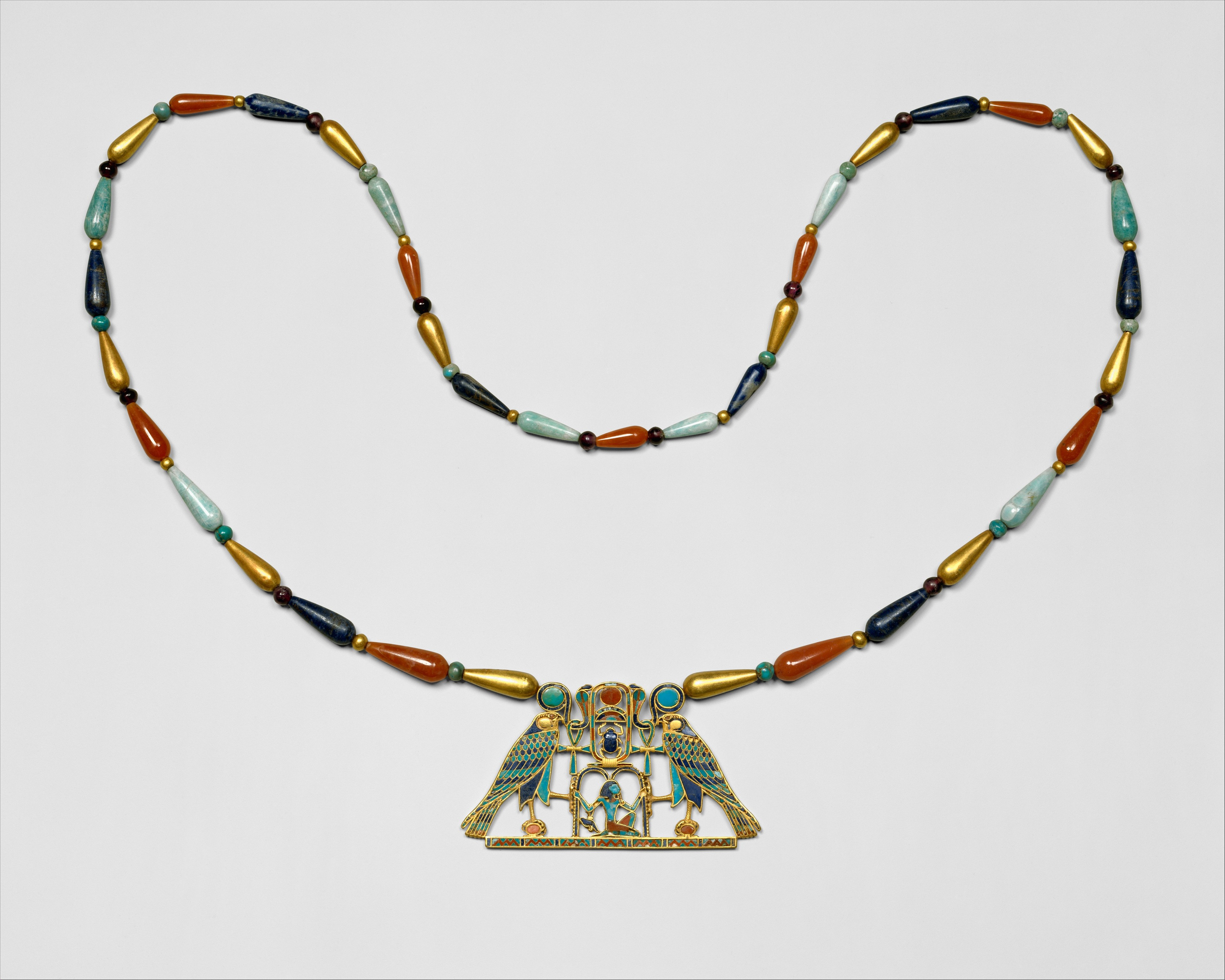
Pectoral y collar de la princesa Sithathoriunet; 1887–1813 AC; oro, cornalina, lapis lazuli, turquesa, granate & feldespato; diemnsiones: 4.5 cm; Metropolitan Museum of Art (Ciudad de Nueva York)

### Europa y Medio Oriente

#### Mesopotamia

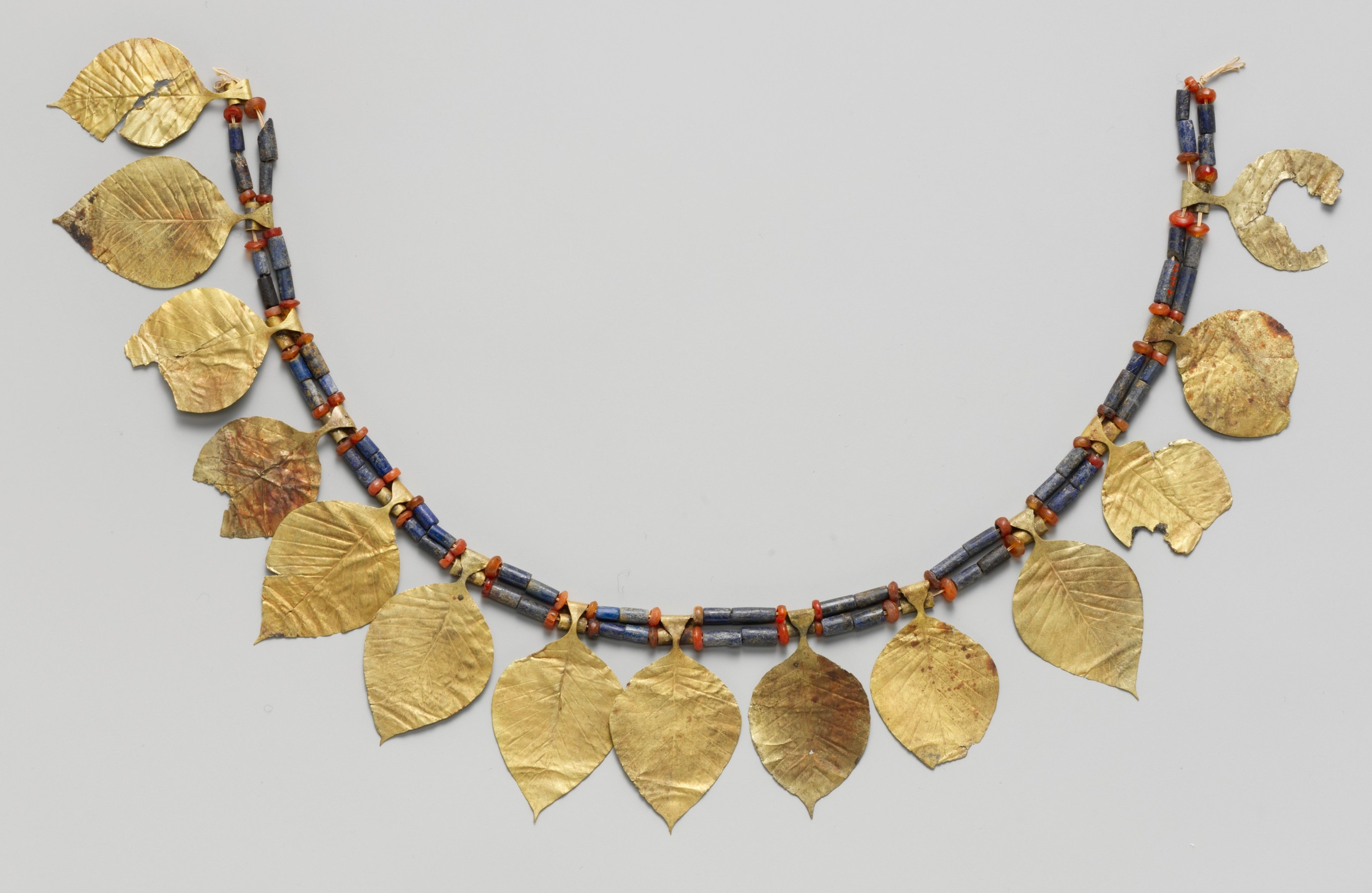
Tocado decorado con hojas doradas; 2600-2400 AC.; oro, lapislázuli y cornalina; longitud: 38,5 cm; del Cementerio Real de Ur; Museo Metropolitano de Arte (Nueva York).

Hace aproximadamente 5.000 años, la fabricación de joyas se había convertido en un oficio importante en las ciudades de la Mesopotamia. La evidencia arqueológica más significativa proviene del Cementerio Real de Ur, donde se desenterraron cientos de entierros que datan del 2900-2300 a. C; tumbas como la de Puabi contenían una multitud de artefactos en oro, plata y piedras semipreciosas, como coronas de lapislázuli adornadas con estatuillas de oro, collares ajustados y alfileres con cabeza de joya. En Asiria, hombres y mujeres usaban grandes cantidades de joyas, incluidos amuletos, brazaletes de tobillo, collares pesados de múltiples hilos y sellos cilíndricos.
Las joyas en la Mesopotamia tendían a fabricarse con hojas de metal delgadas y estaban engastadas con un gran número de piedras de colores brillantes (principalmente ágata, lapislázuli, cornalina y jaspe). Las formas preferidas incluían hojas, espirales, conos y racimos de uvas. Los joyeros crearon obras tanto para uso humano como para adornar estatuas e ídolos. Emplearon una amplia variedad de sofisticadas técnicas de trabajo de metales, como cloisonné, grabado, granulación fina y filigrana.
También se han desenterrado registros extensos y meticulosamente mantenidos relacionados con el comercio y la fabricación de joyas en todos los sitios arqueológicos de Mesopotamia. Un registro en los archivos reales de Mari, por ejemplo, da la composición de varios artículos de joyería:
- 1 collar de cuentas planas de calcedonia moteadas que incluyen: 34 cuentas planas de calcedonia moteadas [y] 35 cuentas de oro estriadas, en grupos de cinco.
- 1 collar de cuentas planas de calcedonia moteadas que incluye: 39 cuentas planas de calcedonia moteadas, [con] 41 cuentas estriadas en un grupo que componen el dispositivo para colgar.
- 1 collar con cuentas de lapislázuli redondeadas que incluye: 28 cuentas de lapislázuli redondeadas, [y] 29 cuentas acanaladas para su cierre.[26]

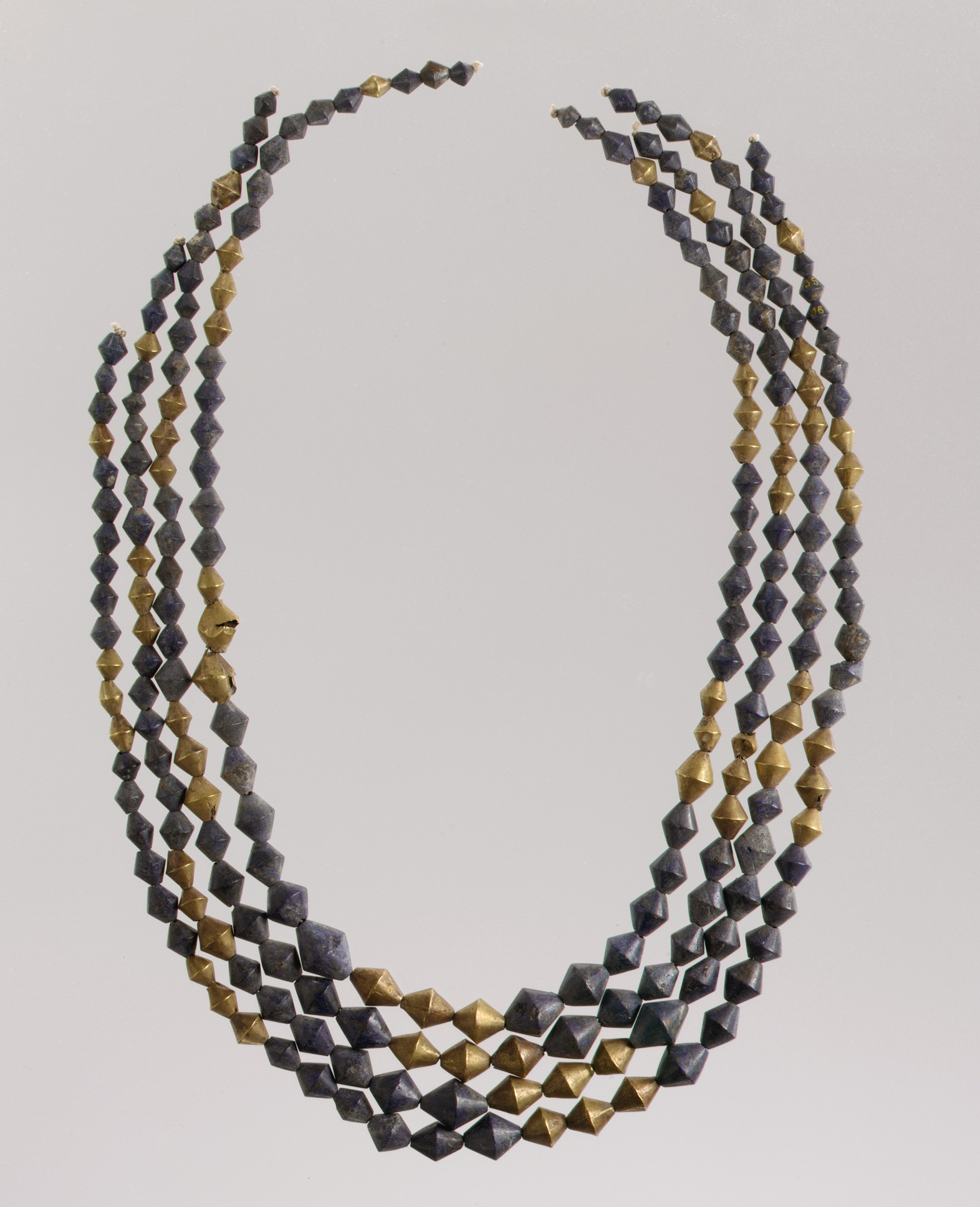
Cuentas de collar de Sumeria; 2600–2500 AC; oro y lapis lazuli; largo: 54 cm; Metropolitan Museum of Art
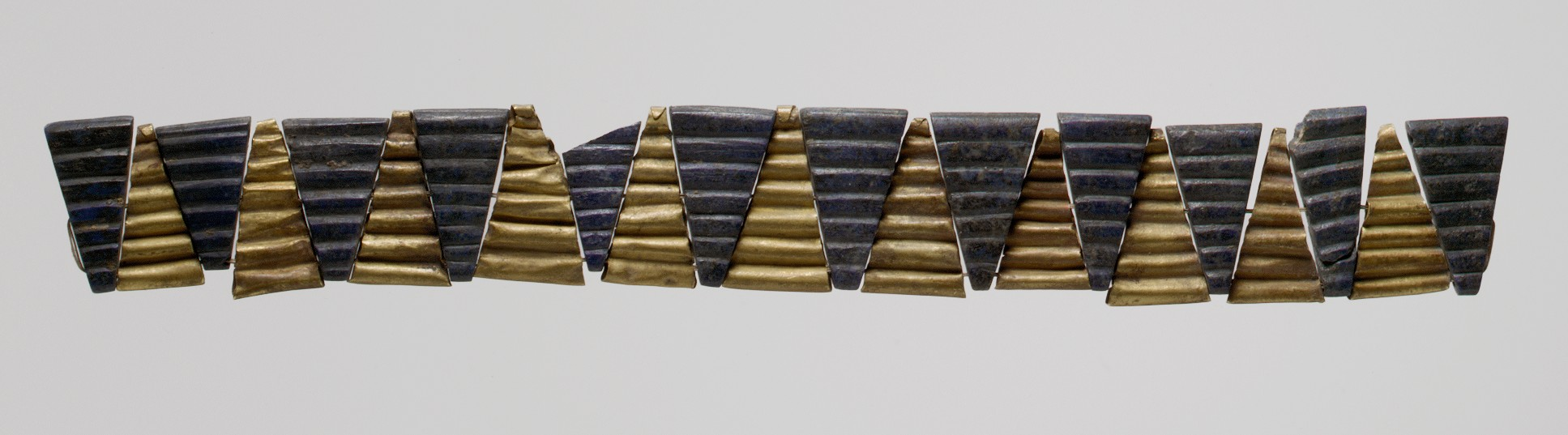
Collar; 2600–2500 AC; oro y lapis lazuli; largo: 22.5 cm; Cementerio Real de Ur (Iraq); Metropolitan Museum of Art
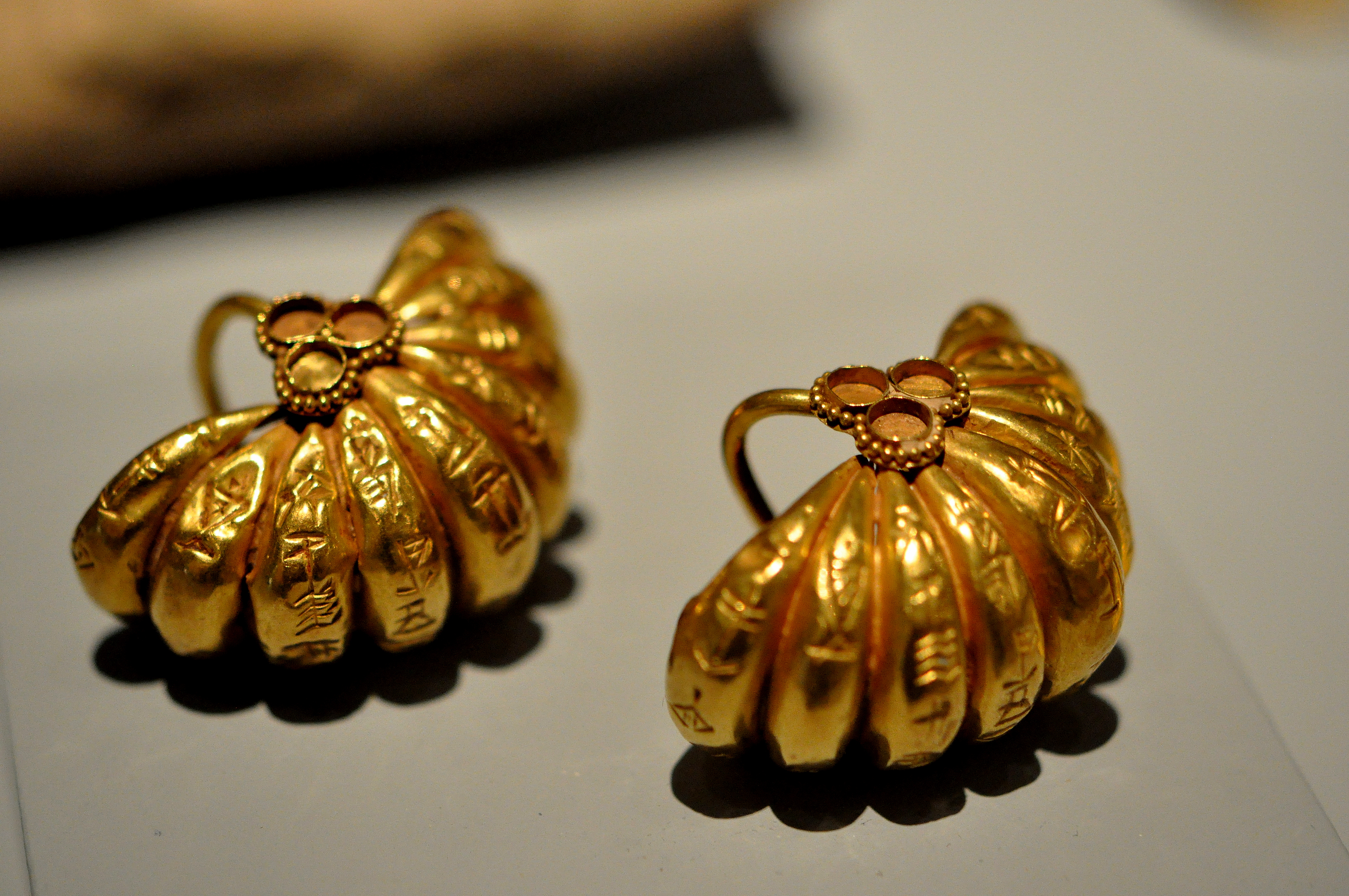
Pare de pendientes con inscripciones cuneiformes, 2093–2046 AC; oro: Museo Sulaymaniyah (Sulaymaniyah, Iraq)
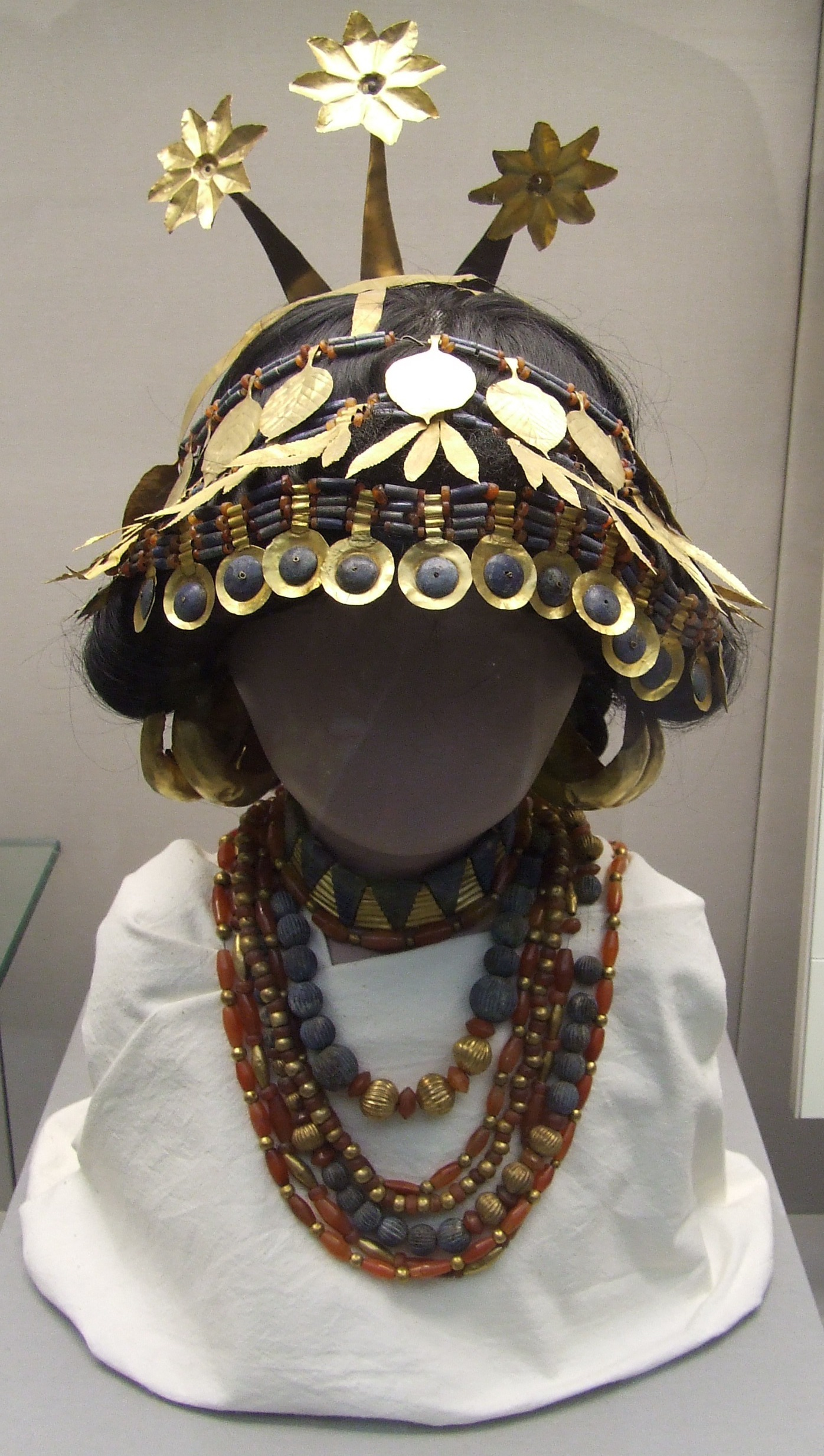
Collares y tocado sumerios descubiertos en las tumbas reales (e individuales) del Cementerio Real de Ur, se muestra como es probable se los usara, en el British Museum (Londres)

##### Grecia

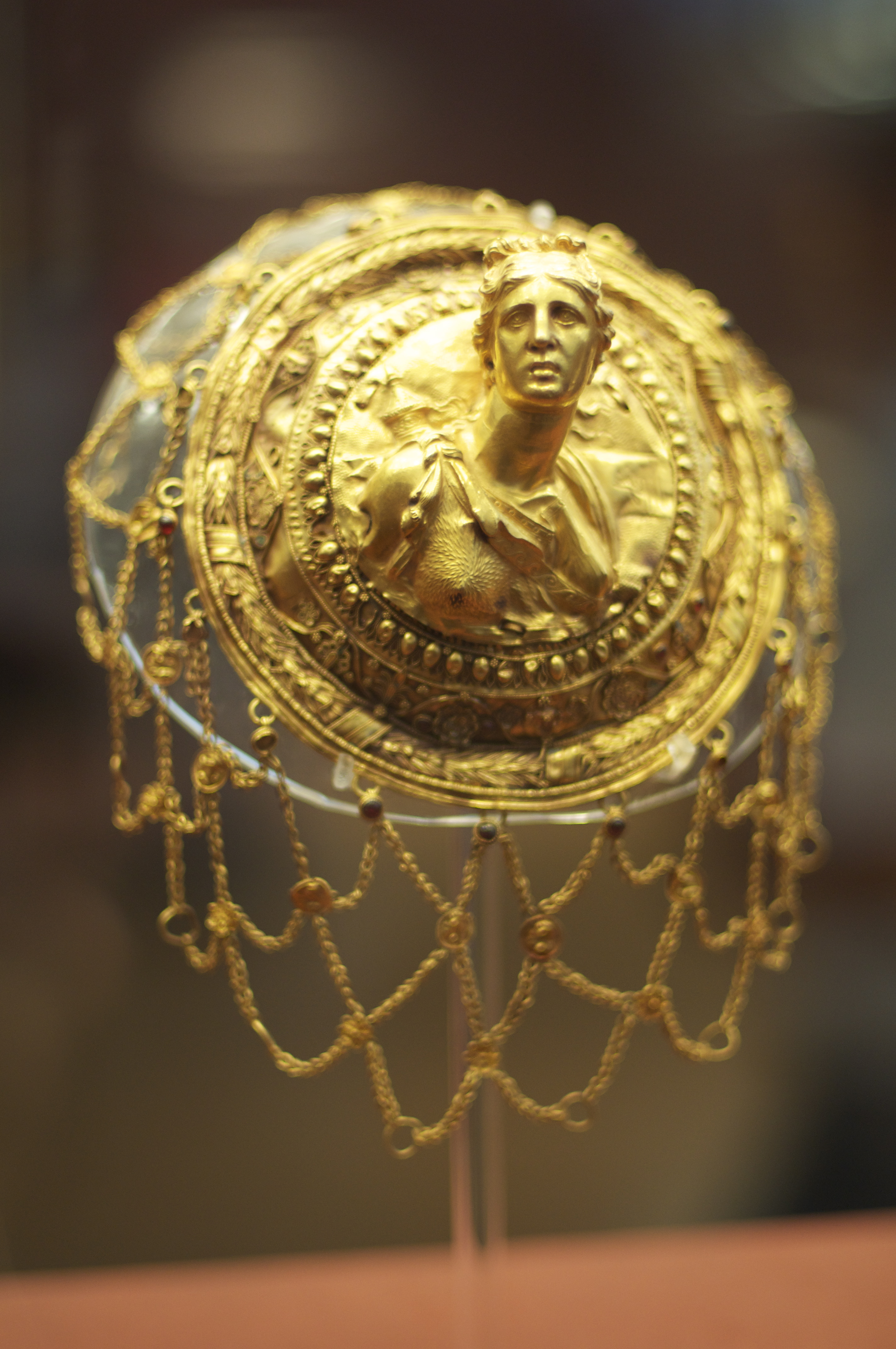
Redecilla calada; 300-200 AC; oro; diámetro: 23 cm, diámetro del medallón: 11,4 cm; procedencia desconocida (se dice que es de Karpenissi (Grecia); Museo Arqueológico Nacional (Atenas).

Los griegos comenzaron a usar oro y gemas en joyería en 1600 a. C, aunque en épocas anteriores se producían ampliamente cuentas con forma de concha y animales. Alrededor del 1500 a. C., las principales técnicas de trabajo del oro en Grecia incluían fundición, torsión de barras y fabricación de alambre. Muchas de estas técnicas sofisticadas fueron populares en el período micénico, pero desafortunadamente esta habilidad se perdió al final de la Edad del Bronce. Las formas y formas de las joyas en la antigua Grecia, como el brazalete (siglo XIII a. C.), el broche (siglo X a. C.) y los alfileres (siglo VII a. C.), también han variado mucho desde la Edad del Bronce. Otras formas de joyería incluyen coronas, aretes, collares y pulseras. Un buen ejemplo de la alta calidad que las técnicas de trabajo del oro podrían lograr en Grecia es la 'Corona de olivo de oro' (siglo IV a. C.), que sigue el modelo del tipo de corona que se otorga como premio a los ganadores en competiciones atléticas como los Juegos Olímpicos. Las joyas que datan del 600 al 475 a. C. no están bien representadas en el registro arqueológico, pero después de las guerras persas, la cantidad de joyas volvió a ser más abundante. Un tipo de diseño particularmente popular en este momento era un brazalete decorado con serpientes y cabezas de animales. Debido a que estos brazaletes usaban considerablemente más metal, muchos ejemplos se hicieron de bronce. En el año 300 a. C., los griegos dominaban la fabricación de joyas de colores y el uso de amatistas , perlas y esmeraldas. Además,aparecieron los primeros signos de camafeos , y los griegos los crearon a partir de Sardonyx indio, una piedra de ágata crema y rosa marrón a rayas. La joyería griega era a menudo más simple que en otras culturas, con diseños y mano de obra simples. Sin embargo, a medida que pasó el tiempo, los diseños aumentaron en complejidad y pronto se utilizaron diferentes materiales.
Las joyas en Grecia apenas se usaban y se usaban principalmente para apariciones públicas o en ocasiones especiales. Con frecuencia se regalaba y las mujeres lo usaban principalmente para mostrar su riqueza, estatus social y belleza. A menudo se suponía que las joyas protegían al usuario del "mal de ojo" o le otorgaban poderes sobrenaturales, mientras que otras tenían un simbolismo religioso. Las piezas de joyería más antiguas que se han encontrado estaban dedicadas a los dioses.
Trabajaron dos estilos de piezas: piezas fundidas y piezas martilladas en chapa. Se han recuperado menos piezas de joyería fundida. Se hacía echando el metal sobre dos moldes de piedra o arcilla. Luego se unian las dos mitades y se colocaba cera, seguida de metal fundido, en el centro. Esta técnica se había practicado desde finales de la Edad del Bronce. La forma más común de joyería era el tipo de hoja martillada. Las láminas de metal se martillaban hasta obtener el grosor deseado y luego se soldaban juntas. El interior de las dos láminas se rellenaba con cera u otro líquido para preservar el trabajo en metal. Luego, se utilizaron diferentes técnicas, como el uso de un sello o el grabado, para crear motivos en las joyas. Luego se pueden agregar joyas a los huecos o verter vidrio en cavidades especiales en la superficie.
Los griegos tomaron gran parte de sus diseños de orígenes externos, como Asia, cuando Alejandro Magno conquistó parte de ella. En diseños anteriores, también se pueden detectar otras influencias europeas. Cuando el dominio romano llegó a Grecia, no se detectaron cambios en los diseños de las joyas. Sin embargo, en el 27 a. C., los diseños griegos estaban fuertemente influenciados por la cultura romana. Eso no quiere decir que el diseño local no prosperara. Cerca de Olbia se han encontrado numerosos colgantes de mariposas policromadas en cadenas plateadas de cola de zorro, que datan del siglo I d. C., y solo se ha encontrado un ejemplo en cualquier otro lugar.

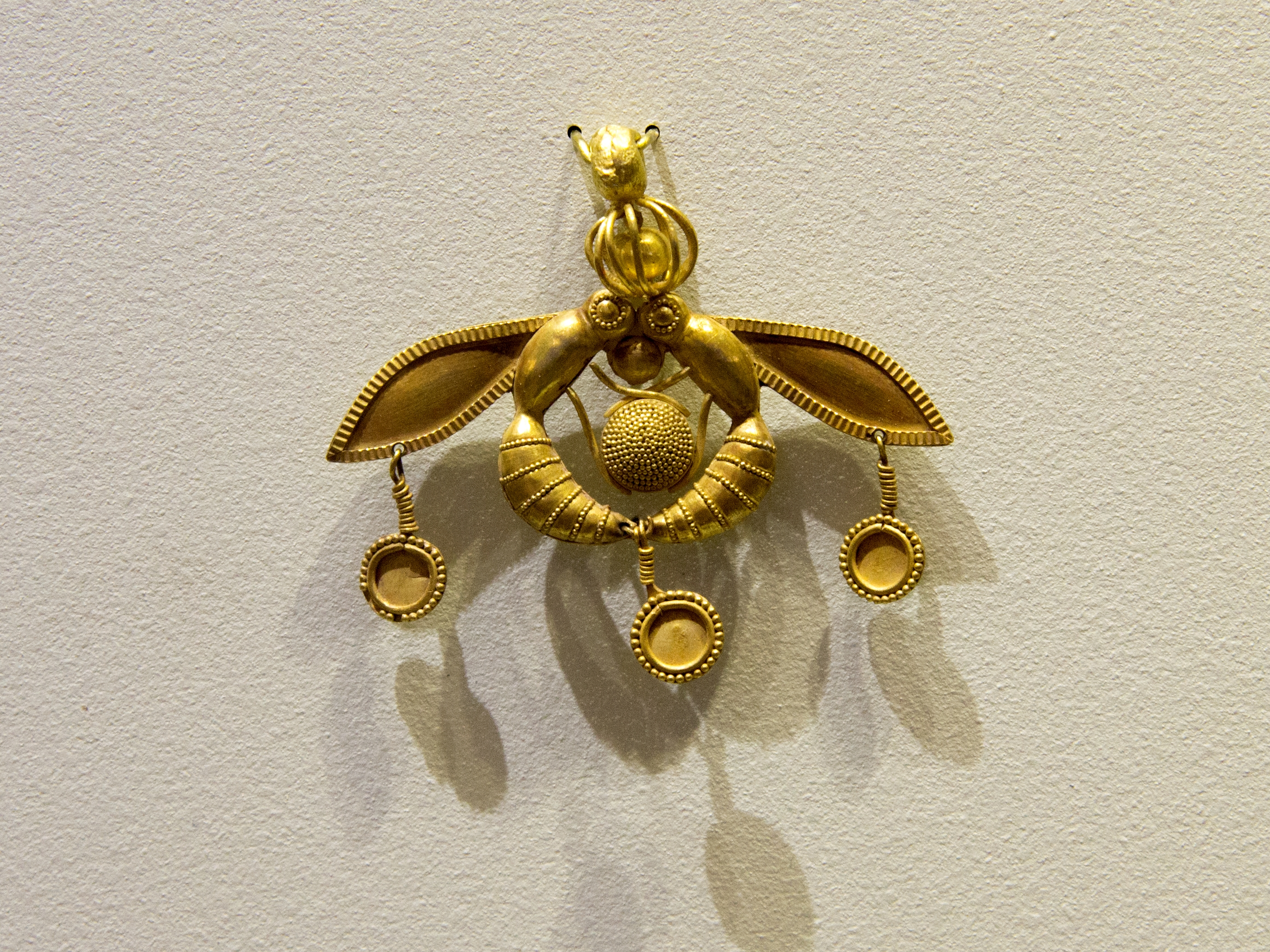
El Pendiente de la abeja, una joya icónica minoica; 1700-1600 AC; oro; dimensión: 4.6 cm; del complejo Chrysolakkos (pozo de oro) en Malia, Creta; Museo Arqueológico de Heraklion (Heraklion, Grecia)
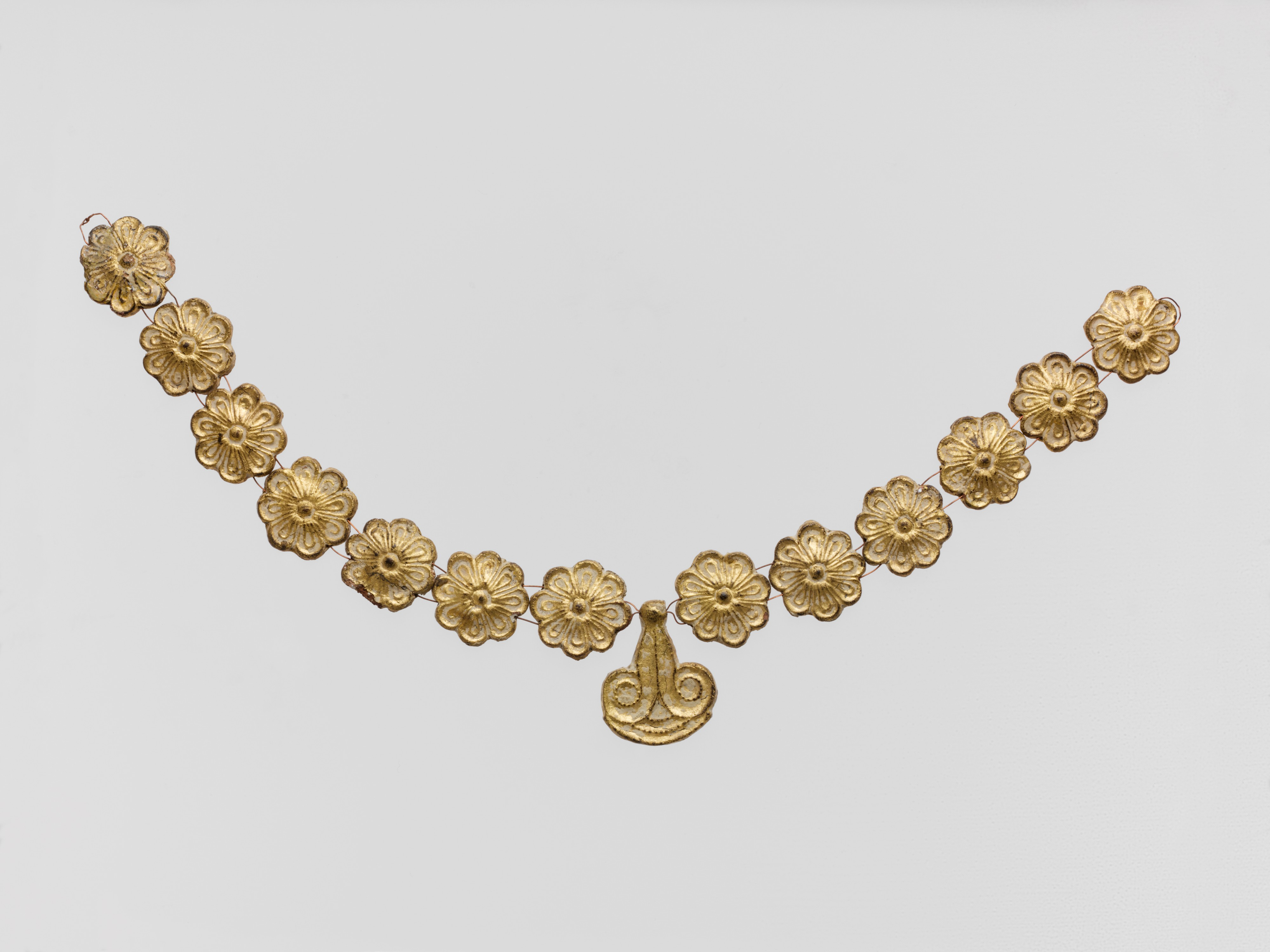
Collar de Micenas; 1400-1050 AC; terracotta dorada: diámetro de las rosetas: 2.7 cm, con variaciones de unos 0.1 cm, largo del pendiente 3.7 cm; Metropolitan Museum of Art (Nueva York)
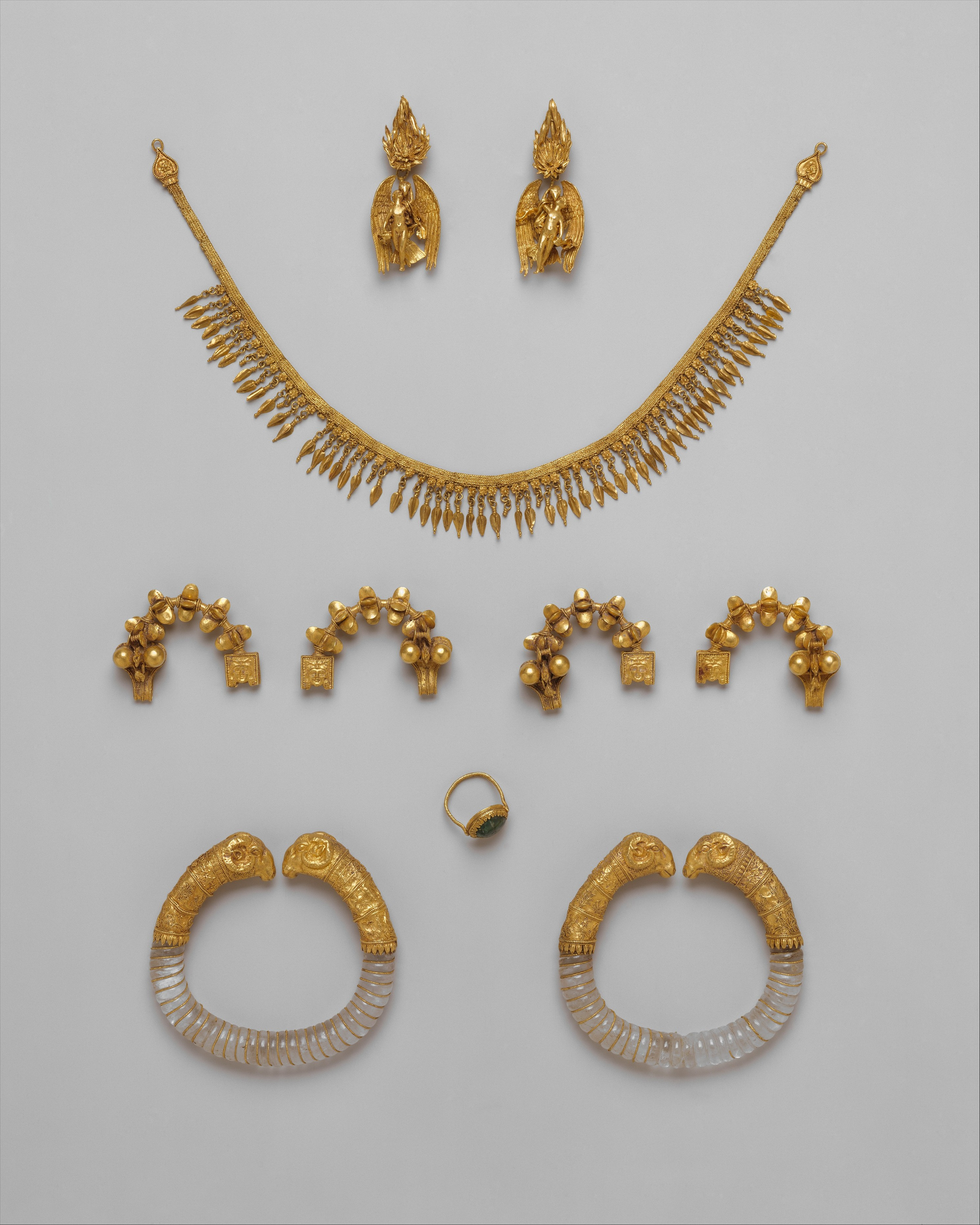
Las joyas Ganímedes; circa 300 AC; oro; diversas dimensiones; origen desconocido (se dice se encontró cerca de Thesalonika (Grecia)); Metropolitan Museum of Art
Collar; circa 200 AC; oro, piedra de luna, granate, esmeralda, cornalina, perla barroca y ágata; dimensión: 39.4 cm; Cleveland Museum of Art (Cleveland, Estados Unidos)

##### Etrusco
Gorgonas, granadas, bellotas, flores de loto y palmeras fueron un claro indicador de la influencia griega en la joyería etrusca. El modelado de cabezas, que era una práctica típica del período severo griego, fue una técnica que se extendió por todo el territorio etrusco. Una evidencia aún más clara de nuevas influencias es la forma introducida en la era orientalizante: las Bullae. Recipiente con forma de pera que se utiliza para contener perfume. Su superficie solía estar decorada con figuras simbólicas repujadas y grabadas.
Gran parte de las joyas encontradas no fueron usadas por los etruscos, sino que fueron hechas para acompañarlos en el más allá. La mayoría, si no todas, las técnicas de los orfebres etruscos no fueron inventadas por ellos, ya que datan del tercer milenio antes de Cristo.

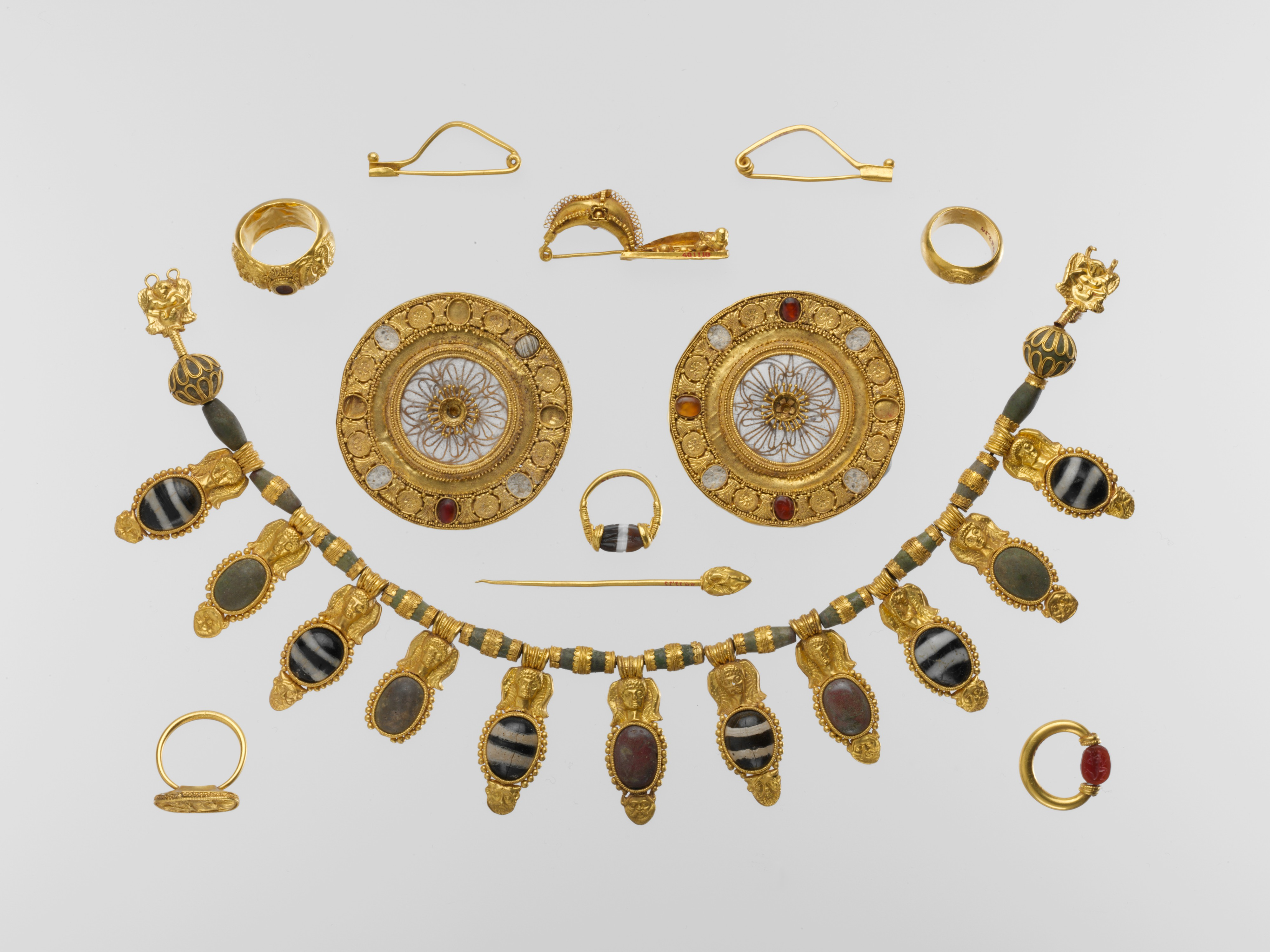
El conjunto de joyas Vulci; comienzos del siglo V; oro, vidrio, cristal de roca, ágata y carnelian; dimensiones diversas; Metropolitan Museum of Art (Nueva York)
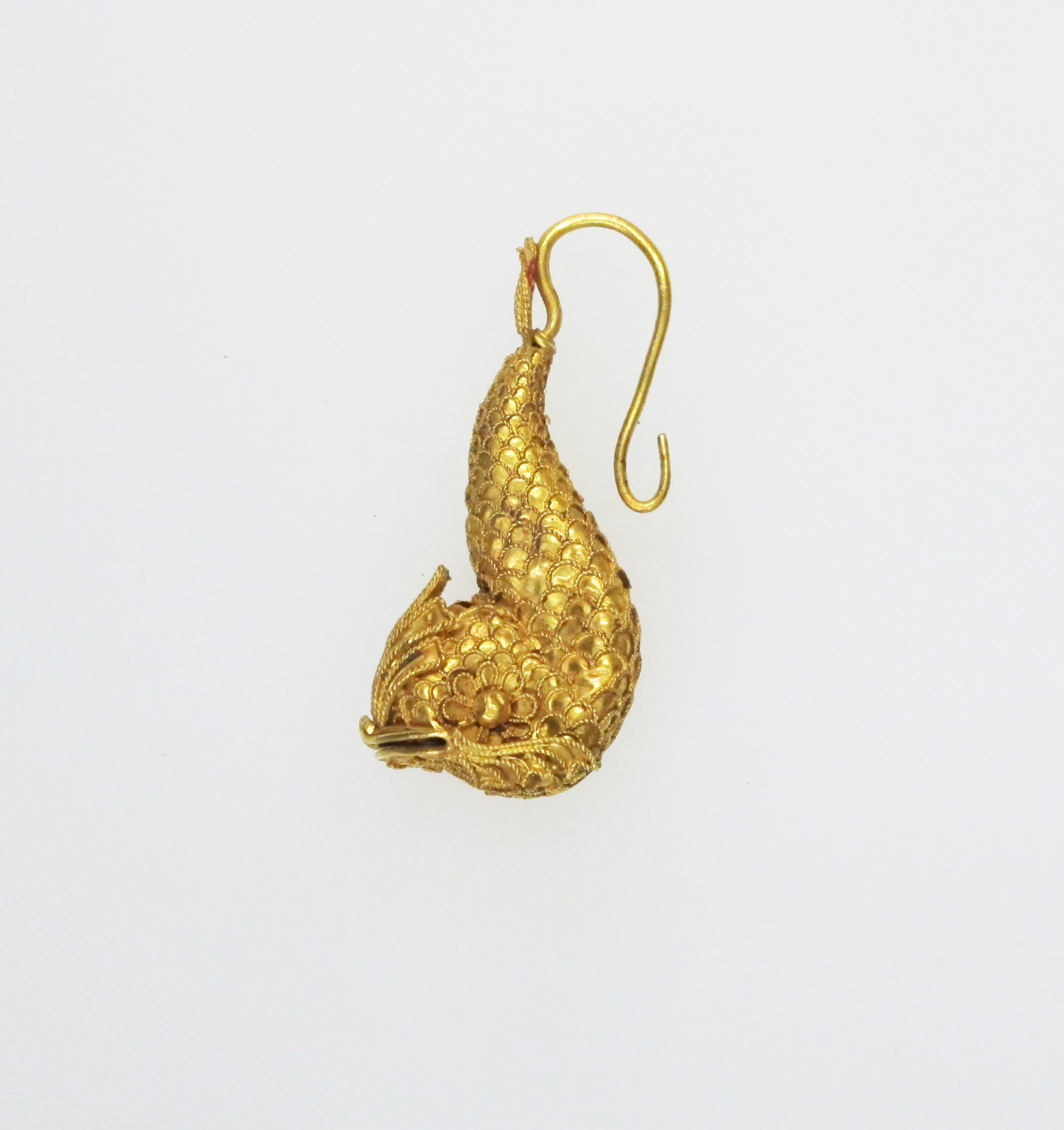
Arete con forma de delfín; Siglo V AC; oro; 2.1 × 1.4 × 4.9 cm; Metropolitan Museum of Art
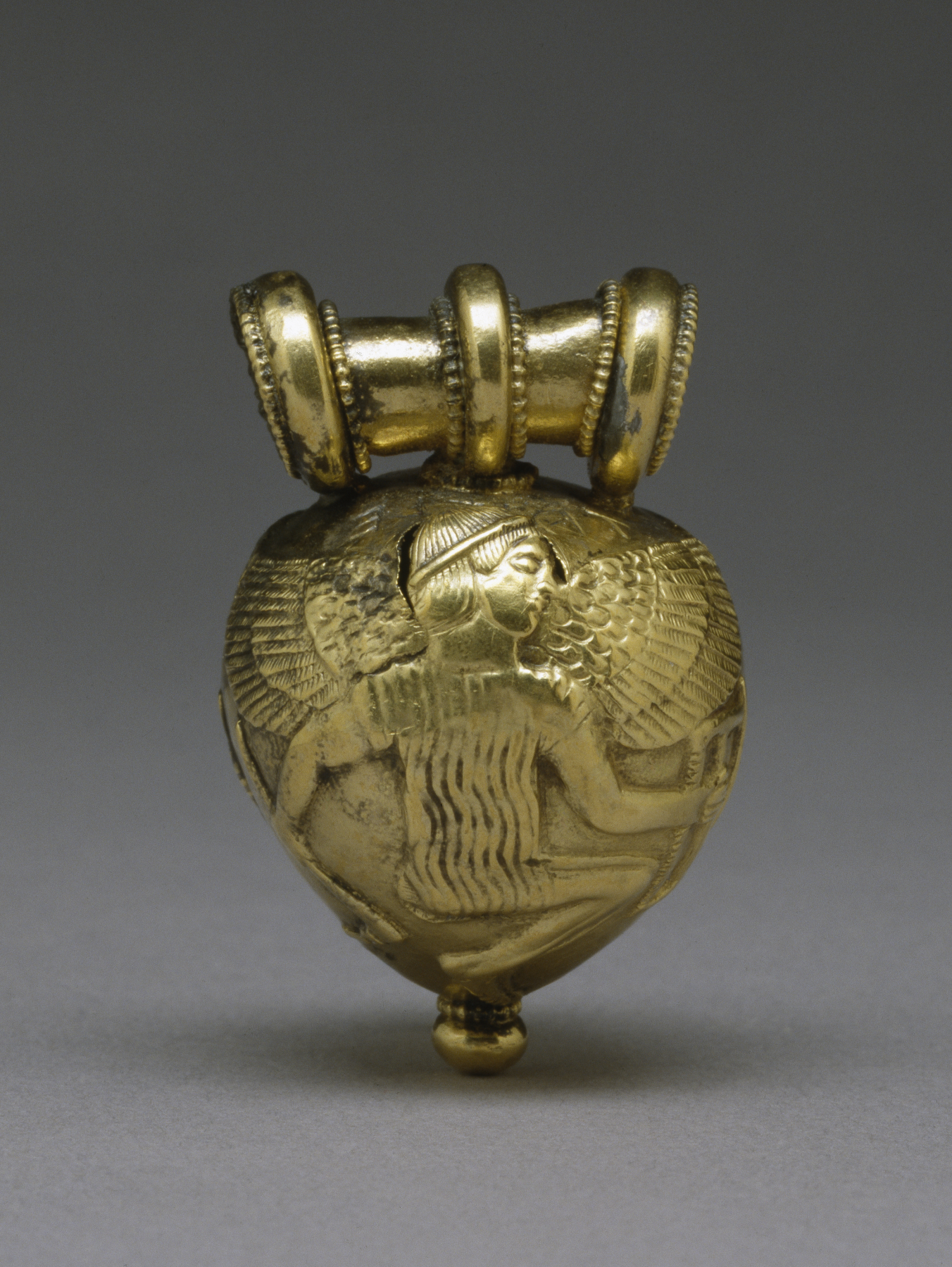
Bulla con Dédalo e Ícaro; siglo V AC; oro; 1.6 × 1 × 1 cm; Walters Art Museum (Baltimore, Estados Unidos)
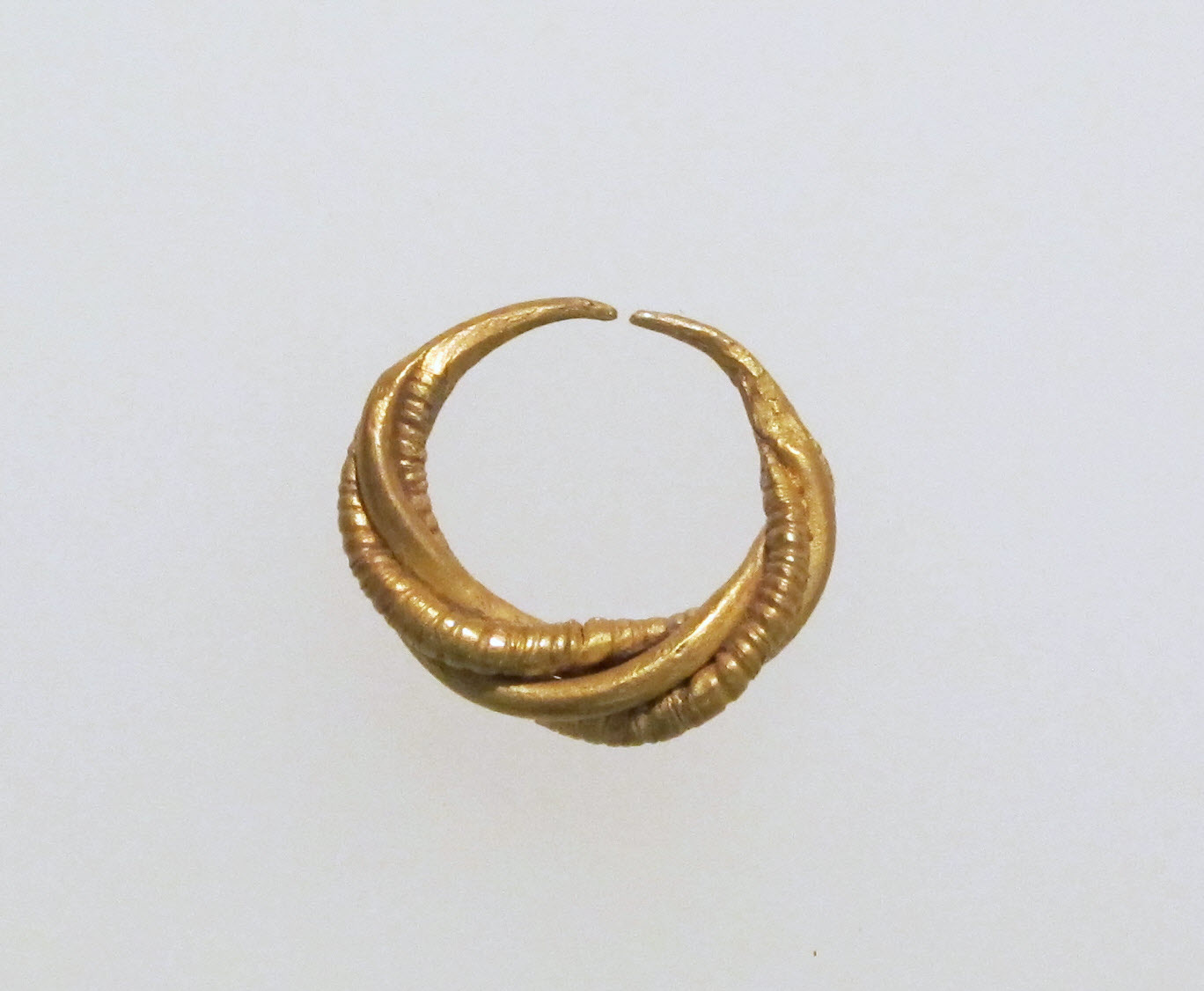
Arete; oro y plata; 1.5 × 0.4 × 1.4 cm; Metropolitan Museum of Art

## Mercado de joyería
Según un estudio de KPMG de 2007, el mercado de joyería más grande era Estados Unidos con una cuota de mercado del 30,8%, Japón, India, China y Oriente Medio cada uno con un 8-9% e Italia con un 5%. Los autores del estudio predecían un cambio dramático en las cuotas de mercado para 2015, donde la cuota de mercado de Estados Unidos habrá caído a alrededor del 25%, y China e India aumentarán la suya a más del 13%. El Medio Oriente se mantendrá más o menos constante en el 9%, mientras que la cuota de mercado de Europa y Japón se reducirá a la mitad y será menos del 4% para Japón, y menos del 3% para los países europeos más grandes, Italia y el Reino Unido.